# Rugby union
O rugby union (rúgbi union), comumente conhecido simplesmente como rugby, é um esporte de equipe de contato próximo que se originou na Rugby School na primeira metade do século XIX. O rúgbi se baseia simplesmente em correr com a bola na mão. Em sua forma mais comum, um jogo é disputado entre duas equipes de 15 jogadores cada, usando uma bola oval em um campo retangular chamado de campo. O campo tem traves de gol em forma de H em ambas as extremidades.
O rúgbi union é um esporte popular em todo o mundo, praticado por pessoas de todos os gêneros, idades e tamanhos. Em 2014, havia mais de 6 milhões de pessoas jogando em todo o mundo, das quais 2,36 milhões eram jogadores registrados. A World Rugby, anteriormente chamada de Conselho Internacional de Futebol de Rúgbi (International Rugby Football Board - IRFB) e Conselho Internacional de Rúgbi (International Rugby Board - IRB), é o órgão regulador do rúgbi union desde 1886 e atualmente tem 101 países como membros plenos e 18 membros associados.
Em 1845, as primeiras leis foram escritas por estudantes que frequentavam a Rugby School; outros eventos importantes no desenvolvimento inicial do rúgbi incluem a decisão do Blackheath FC de deixar a The Football Association em 1863 e, em 1895, a divisão entre o rúgbi union e o rúgbi league. Historicamente, o rúgbi union era um esporte amador, mas, em 1995, as restrições formais aos pagamentos aos jogadores foram removidas, tornando o jogo abertamente profissional no mais alto nível pela primeira vez.
O rúgbi union se espalhou a partir das nações de origem da Grã-Bretanha e Irlanda, com outros expoentes iniciais do esporte, incluindo Austrália, Nova Zelândia, África do Sul e França. O esporte é praticado principalmente nas Ilhas Britânicas, na França, na Geórgia, na Oceania, no sul da África, na Argentina e, em menor escala, na Itália, no Uruguai, nos Estados Unidos, no Canadá e no Japão, tendo seu crescimento ocorrido durante a expansão do Império Britânico e por meio de proponentes franceses (Rugby Europe) na Europa. Os países que adotaram o rúgbi union como seu esporte nacional de fato incluem Fiji, Geórgia, Madagascar, Nova Zelândia, Samoa, Tonga e País de Gales.
As partidas internacionais ocorrem desde 1871, quando o primeiro jogo foi disputado entre Escócia e Inglaterra no Raeburn Place, em Edimburgo. A Copa do Mundo de Rugby, realizada pela primeira vez em 1987, é realizada a cada quatro anos. O Six Nations Championship na Europa e o The Rugby Championship no hemisfério sul são outras competições internacionais importantes realizadas anualmente.
As competições nacionais de clubes e provinciais incluem a Premiership na Inglaterra, a Top 14 na França, a Bunnings NPC na Nova Zelândia, a League One no Japão e a Currie Cup na África do Sul. Outras competições transnacionais de clubes incluem o United Rugby Championship de equipes de clubes da Irlanda, Itália, Escócia, África do Sul e País de Gales, a Copa dos Campeões Europeus de Rugby na Europa e o Super Rugby Pacific na Austrália, Nova Zelândia e Ilhas do Pacífico.

## História

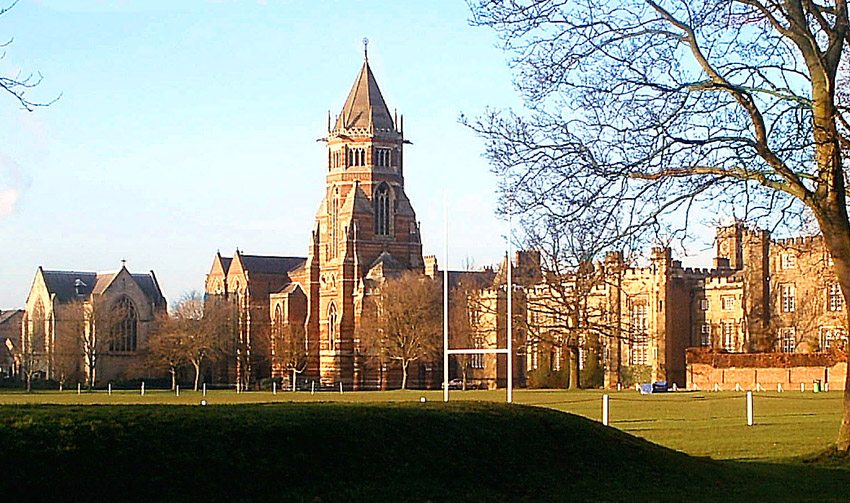
Rugby School em Rugby, Warwickshire, com um campo de futebol de rúgbi em primeiro plano.

O rúgbi tem origem na forma do jogo praticado na Rugby School, que os ex-alunos introduziram em suas universidades.
O ex-aluno da Rugby School, Albert Pell, é considerado o responsável por formar o primeiro time de "futebol" enquanto estudava na Universidade de Cambridge. As principais escolas particulares usavam regras diferentes durante esse período inicial, com ex-alunos da Rugby e da Eton tentando levar suas regras preferidas para suas universidades. Um evento importante no desenvolvimento inicial do rúgbi foi a produção de um conjunto de regras escritas na Rugby School em 1845, seguido pelas Regras de Cambridge, que foram elaboradas em 1848.
Formada em 1863, a The Football Association (FA), órgão regulador nacional, começou a codificar um conjunto de regras universais do futebol. Essas novas regras proibiam especificamente que os jogadores corressem com a bola na mão e também não permitiam o hacking (chute nas canelas dos jogadores), ambas táticas legais e comuns de acordo com as regras do esporte da Rugby School. Em protesto contra a imposição das novas regras, o Blackheath FC deixou a FA, seguido por vários outros clubes que também eram a favor das "Regras do Rugby". Embora esses clubes tenham decidido banir o hacking logo depois, a separação foi permanente, e as regras codificadas da FA ficaram conhecidas como "association football" (futebol da Associação), enquanto os clubes que preferiam as Regras do Rugby formaram a Rugby Football Union (RFU em 1871, e seu código ficou conhecido como "rugby football" (futebol de Rugby).
Em 1895, houve uma grande cisão no futebol de Rugby da Inglaterra, na qual vários clubes do norte da Inglaterra se desligaram da RFU por causa da questão do reembolso aos jogadores pelo tempo perdido em seus locais de trabalho. A divisão destacou as divisões sociais e de classe no esporte na Inglaterra. Embora as regras do jogo não tenham sido um fator na divisão, as equipes separadas adotaram posteriormente algumas mudanças nas regras e isso se tornou o código separado da "rugby league". Posteriormente, o código da RFU recebeu o nome de "rugby union" para diferenciá-lo da rugby league, mas ambas as versões do esporte são conhecidas simplesmente como "rugby" na maior parte do mundo.

### Primeiras partidas internacionais
A primeira partida internacional de rúgbi foi disputada em 27 de março de 1871 entre Escócia e Inglaterra em Edimburgo. A Escócia venceu o jogo por 1 a 0. Em 1881, tanto a Irlanda quanto o País de Gales tinham equipes representativas e, em 1883, teve início a primeira competição internacional, o Home Nations Championship. 1883 também foi o ano do primeiro torneio de rúgbi sevens, o Melrose Sevens, que ainda é realizado anualmente.
Duas importantes excursões ao exterior ocorreram em 1888: uma equipe das Ilhas Britânicas visitou a Austrália e a Nova Zelândia - embora fosse um empreendimento privado, lançou as bases para as futuras excursões do British and Irish Lions; e a equipe de futebol Native da Nova Zelândia de 1888-89 trouxe a primeira equipe do exterior para os espectadores britânicos.

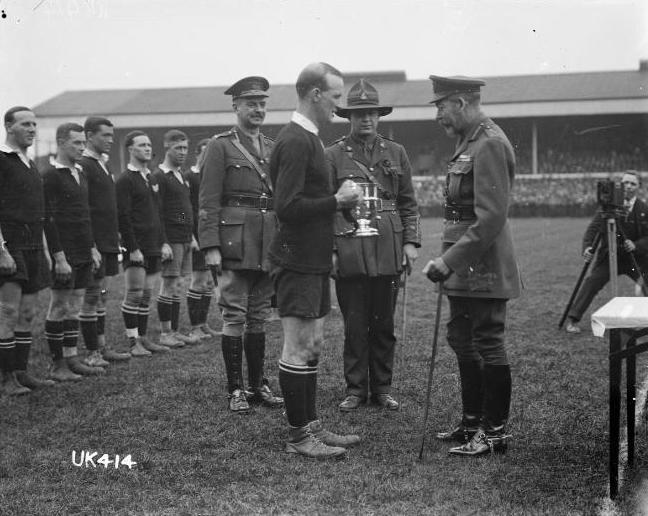
James Ryan, capitão da equipe do Exército da Nova Zelândia, recebendo a Kings Cup de George V.

No início da história do rúgbi union, antes das viagens aéreas comerciais, as equipes de diferentes continentes raramente se encontravam. As duas primeiras turnês notáveis ocorreram em 1888 - a equipe das Ilhas Britânicas em turnê pela Nova Zelândia e Austrália, seguida pela equipe da Nova Zelândia em turnê pela Europa. Tradicionalmente, as turnês de maior prestígio eram as dos países do hemisfério sul, Austrália, Nova Zelândia e África do Sul, que faziam uma turnê pelo hemisfério norte, e as turnês de retorno feitas por uma equipe britânica e irlandesa. As turnês duravam meses, devido aos longos períodos de viagem e ao número de jogos realizados; a equipe da Nova Zelândia de 1888 começou sua turnê em Hawke's Bay em junho e só concluiu sua programação em agosto de 1889, tendo jogado 107 partidas de rúgbi. As equipes internacionais em turnê jogavam partidas de teste contra adversários internacionais, incluindo equipes nacionais, de clubes e de condados, no caso do rúgbi do hemisfério norte, ou equipes provinciais/estaduais, no caso do rúgbi do hemisfério sul.
Entre 1905 e 1908, todos os três principais países de rúgbi do hemisfério sul enviaram suas primeiras equipes de turismo para o hemisfério norte: Nova Zelândia em 1905, seguida pela África do Sul em 1906 e Austrália em 1908. As três equipes trouxeram novos estilos de jogo, níveis de condicionamento físico e táticas, e foram muito mais bem-sucedidas do que os críticos esperavam.
A equipe de turnê da Nova Zelândia de 1905 realizou um haka antes de cada partida, levando o administrador da Welsh Rugby Union, Tom Williams, a sugerir que o jogador do País de Gales, Teddy Morgan, liderasse a multidão para cantar o hino nacional galês, Hen Wlad Fy Nhadau, como resposta. Depois que Morgan começou a cantar, a multidão se juntou a ele: a primeira vez que um hino nacional foi cantado no início de um evento esportivo. Em 1905, a França jogou contra a Inglaterra em sua primeira partida internacional.
O rúgbi union foi incluído como um evento nos Jogos Olímpicos quatro vezes durante o início do século XX. Nenhum jogo internacional de rúgbi e partidas de clubes patrocinados pelo rúgbi union foram disputados durante a Primeira Guerra Mundial, mas as competições continuaram por meio de equipes de serviço, como a equipe do Exército da Nova Zelândia. Durante a Segunda Guerra Mundial, nenhum jogo internacional foi disputado pela maioria dos países, embora a Itália, a Alemanha e a Romênia tenham disputado um número limitado de jogos, e Cambridge e Oxford tenham continuado com sua Partida Universitária anual.
O primeiro torneio internacional de rúgbi sevens oficialmente sancionado foi realizado em 1973 no Murrayfield, um dos maiores estádios da Escócia, como parte das comemorações do centenário da Scottish Rugby Union.

### Copa do Mundo e profissionalismo
Em 1987, a primeira Copa do Mundo de Rugby foi realizada na Austrália e na Nova Zelândia, e os primeiros vencedores foram a Nova Zelândia. O primeiro torneio da Copa do Mundo de Sevens foi realizado em Murrayfield em 1993. O rúgbi sevens foi introduzido nos Jogos da Commonwealth em 1998 e foi adicionado aos Jogos Olímpicos de 2016. Tanto o rúgbi sevens masculino quanto o feminino foram disputados nos Jogos Olímpicos de 2020 em Tóquio.
O rúgbi union era um esporte amador até que o IRB declarou o jogo "inaugurado" em agosto de 1995 (logo após a conclusão da Copa do Mundo de 1995), removendo as restrições de pagamentos aos jogadores. No entanto, o período pré-1995 do rúgbi union foi marcado por frequentes acusações de "shamateurism" (mistura de fraude, sham, com amadorismo, amateurism), incluindo uma investigação na Grã-Bretanha por um comitê da Câmara dos Comuns no início de 1995. Após a introdução do profissionalismo, foram iniciadas competições transnacionais de clubes, com a Taça Heineken no hemisfério norte e o Super Rugby no hemisfério sul.
O Tri Nations, um torneio internacional anual envolvendo a Austrália, a Nova Zelândia e a África do Sul, teve início em 1996. Em 2012, essa competição foi ampliada para incluir a Argentina, um país cujo desempenho impressionante em jogos internacionais (especialmente terminando em terceiro lugar na Copa do Mundo de Rúgbi de 2007) foi considerado merecedor de inclusão na competição. Como resultado da expansão para quatro equipes, o torneio foi renomeado para The Rugby Championship.

## Equipes e posições

Uma formação padrão de equipe de rúgbi union ilustrando cada uma das posições e seus respectivos números.

Cada equipe começa a partida com 15 jogadores em campo e 7 ou 8 reservas. Os jogadores de uma equipe são divididos em 8 avançados (dois a mais do que na liga de rúgbi) e 7 recuados.

### Avançados (fowards)
As principais responsabilidades dos jogadores avançados são ganhar e manter a posse da bola. Os jogadores nessas posições geralmente são maiores e mais fortes e participam do scrum e do line-out. Os atacantes costumam ser chamados coletivamente de "pack", especialmente quando estão na formação do scrum.

#### Linha de frente
A linha de frente é composta por três jogadores: dois pilares, props (o pilar fechado, loosehead prop, e o pilhar aberto, tighthead prop) e o talonador, hooker. A função dos dois pilares é apoiar o talonador durante os scrums, dar suporte aos jumpers durante os line-outs e fornecer força e potência em rucks e mauls. A terceira posição na linha de frente é a de talonador. O talonador é uma posição-chave no jogo ofensivo e defensivo e é responsável por ganhar a bola no scrum. Os talonadores normalmente jogam a bola nos line-outs.

#### Segunda linha
A segunda linha é composta por dois locks ou lock forwards. Os locks geralmente são os jogadores mais altos da equipe e são especializados em saltos de line-out. A principal função do lock nos line-outs é dar um salto em pé, geralmente com o apoio dos outros avançados, para coletar a bola lançada ou garantir que a bola caia do lado deles. Os locks também têm uma função importante no scrum, ligando-se diretamente atrás dos três jogadores da linha de frente e fornecendo impulso para a frente.

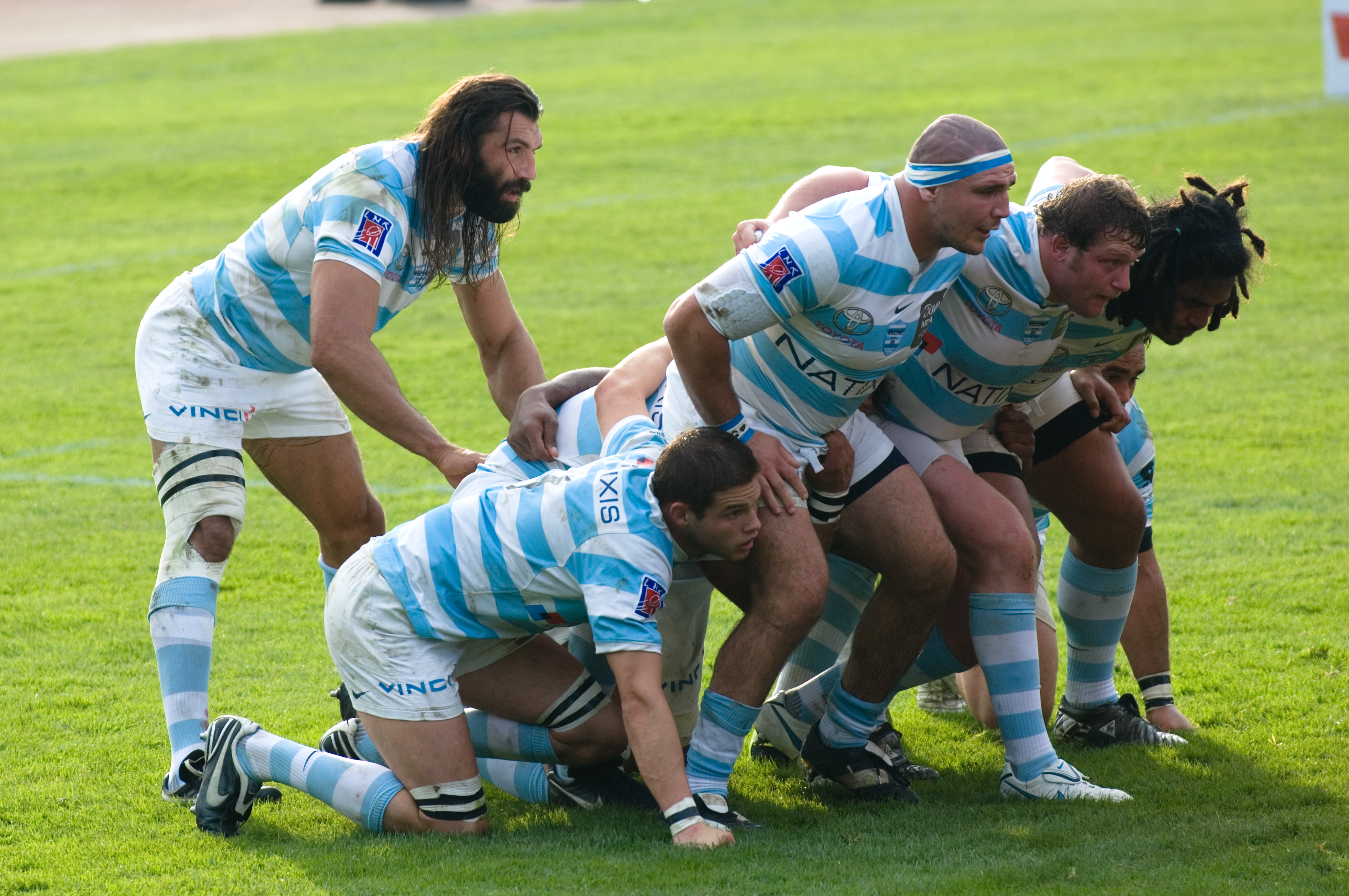
Sébastien Chabal (extrema esquerda) na posição de número oito antes de entrar no scrum.

#### Linha de trás
A linha de trás, que não deve ser confundida com os "backs" ou "recuados", é a terceira e última linha das posições de atacante, que geralmente são chamadas de avançados soltos. As três posições na linha de trás são os dois asas e o oitavo (number 8). As duas posições de asa, chamadas de asa cego (blindside flanker) e asa aberto (openside flanker), são a última linha do scrum. Geralmente são os avançados mais móveis do jogo. Sua principal função é ganhar a posse de bola por meio de "turnovers". O oitavo fica entre os dois locks na parte de trás do scrum. A função do oitavo no scrum é controlar a bola depois que ela tiver sido recuada da frente do grupo, e a posição proporciona uma ligação entre os atacantes e os defensores durante as fases de ataque.

### Recuados (backs)
A função dos recuados é criar e converter oportunidades de marcar pontos. Em geral, eles são menores, mais rápidos e mais ágeis do que os avançados. Outra distinção entre os recuados e os avançados é que se espera que os recuados tenham habilidades superiores de chute e manuseio de bola, especialmente o abertura (fly-half), o meia scrum (scrum-half) e o zagueiro (fullback).

#### Meias recuados (half backs)
Os meias recuados consistem em duas posições, o meia scrum (formação) e o abertura, também conhecidos no hemisfério sul como half-back e first five-eighth, respectivamente. O abertura é crucial para o plano de jogo de uma equipe, orquestrando o desempenho da equipe. Geralmente, ele é o primeiro a receber a bola do meia scrum depois de um breakdown, lineout ou scrum, e precisa ser decisivo quanto às ações a serem tomadas e ser eficaz na comunicação com os outside backs. Muitos aberturas também são os chutadores de gol da equipe. O meio scrum é o elo entre os avançados e os recuados. Ele recebe a bola do line-out e a retira da parte de trás do scrum, geralmente passando-a para o meia scrum. Ele também alimenta o scrum e, às vezes, precisa atuar como um quarto avançado solto.

#### Três-quartos (three-quarters)
Há quatro posições de três quartos: dois centros, centres (primeiro, inside, e segundo, outside) e dois pontas, wings (esquerda, left, e direita, right), sendo que o primeiro centro é comumente chamado de second five-eighth no hemisfério sul. Os centros tentarão atacar os jogadores de ataque; enquanto estiverem no ataque, eles devem empregar velocidade e força para romper as defesas adversárias. Os pontas geralmente são posicionados na parte externa da linha de trás. Sua principal função é finalizar jogadas e marcar ensaios (tries). Os pontas geralmente são os jogadores mais rápidos da equipe e são corredores esquivos que usam sua velocidade para evitar placagens (tackles).

##### Zagueiro (full-back)
O zagueiro normalmente fica posicionado vários metros atrás da linha de gol. Ele geralmente executa os chutes dos adversários e é a última linha de defesa caso um adversário passe pela linha de recuado. Dois dos atributos mais importantes de um bom zagueiro é a habilidade confiável de pegar a bola e um bom jogo de chute.

## Legislação e jogabilidade

Diagrama de um campo de rúgbi union mostrando as várias linhas e distâncias marcadas.

### Pontuação
O rugby union é jogado entre duas equipes - a que marcar mais pontos vence o jogo. Os pontos podem ser marcados de várias maneiras: um "ensaio" (try), marcado ao aterrisar a bola na área de gol (entre a "linha de gol", goal line, e a "linha de bola morta", dead-ball line), vale 5 pontos e um "chute de conversão" (conversion kick) subsequente marca 2 pontos; um "pênalti" (penalty kick) bem sucedido ou um "pontapé de ressalto" (drop goal) marcam 3 pontos cada. Os valores de cada um desses métodos de pontuação foram alterados ao longo dos anos.

### Campo
De acordo com as Leis de Jogo do Rúgbi Mundial, um campo de rúgbi típico, formalmente conhecido como "espaço de jogo" (playing enclosure), é formado por duas zonas principais:
- A "área de jogo" (playing area), que inclui o "campo de jogo" (field of play) e as duas "áreas de gol" (in-goals), e
- A "área de perímetro" (perimeter area), um espaço livre, sem obstruções, como cercas e outros objetos que possam representar um perigo para os jogadores e oficiais (mas não incluindo as bandeiras de marcação, que normalmente são de construção macia).

O árbitro (e seus assistentes) geralmente tem total autoridade e responsabilidade por todos os jogadores e outros oficiais dentro do recinto de jogo. Cercas ou cordas (especialmente em clubes amadores) são geralmente usadas para marcar a extensão dessa área, embora em estádios modernos isso possa incluir todo o piso da arena ou outro espaço designado.
As Leis, acima de tudo, exigem que a superfície do recinto de jogo seja segura, ao mesmo tempo em que permitem o uso de grama, areia, argila, neve ou grama artificial em conformidade; a superfície geralmente é uniforme na área de jogo e na área do perímetro, embora, dependendo do tamanho do perímetro, outras superfícies, como terra, grama artificial etc., possam ser usadas fora de um perímetro "deslizante" dos limites da área de jogo.

#### Área de jogo (playing area)
Em sua maior parte, a área de jogo é onde ocorre a maior parte do jogo. A bola geralmente é considerada viva enquanto estiver nessa área, desde que os jogadores não cometam infrações, com regras especiais aplicadas a zonas específicas da área de jogo.
A área de jogo consiste em:
- O campo de jogo, delimitado por (mas não incluindo) as linhas laterais e as linhas de gol, e
- Uma área de gol em cada extremidade do campo, cada uma delimitada por, mas não incluindo, as extensões das duas linhas laterais paralelas (conhecidas neste contexto como linhas "laterais de gol", touch in-goal) e a linha de bola morta, e seu outro limite sendo a linha de gol (ou "linha de ensaio", try line), que é incluída como parte da área de gol.

##### Campo de jogo (field of play)
Um "campo de jogo" típico geralmente tem 100 metros de comprimento por 68-70 metros de largura para o rúgbi sênior, dependendo dos requisitos específicos de cada campo. As Leis exigem que o campo de jogo tenha entre 94 e 100 metros (103 e 109 jardas) de comprimento, com uma largura entre 68 e 70 metros (74 e 77 jardas).
Como outros códigos de futebol, como futebol association e o rúgbi league, especificaram uma largura preferida ou padrão de 68 metros, essa é geralmente usada, a menos que um campo tenha sido projetado especificamente para acomodar um campo de rúgbi de 70 metros. 100 metros é o comprimento típico, com uma linha (veja abaixo) frequentemente marcada no meio do caminho com "50", representando 50 metros de cada linha de gol. As variações foram permitidas nas Leis, possivelmente para acomodar campos mais antigos (talvez até antes da metrificação, quando jardas e pés eram especificados) e nações em desenvolvimento.

##### Outras linhas e marcações
O campo de jogo é dividido por uma linha sólida de "meio de campo" (halfway line), traçada perpendicularmente às linhas laterais em seu ponto médio. Uma linha de 0,5 m é marcada perpendicularmente às linhas de meio de campo em seu ponto médio, designando o local onde os chutes devem ser dados. As áreas entre cada linha de gol e a linha do meio de campo são conhecidas como "meio campo" (halves), como em outros códigos de futebol.
Um par de linhas sólidas também é desenhado perpendicularmente às linhas laterais, a 22 metros (anteriormente 25 jardas) de cada extremidade do campo de jogo e é chamado de linhas de 22 metros, ou "22". Uma área em cada extremidade, também conhecida como "22", é delimitada por, mas não inclui, as linhas laterais, a linha do gol e a linha de 22 metros. Nessa área, um jogador defensivo que pegar de forma limpa uma bola chutada pelo outro time, sem que a bola já tenha tocado o chão após o chute, tem o direito de reivindicar um tiro livre ou "marca" (mark).
Linhas adicionais quebradas ou tracejadas (de 5 metros de comprimento, de acordo com as Leis) são desenhadas em cada metade ou em cada lado do campo, cada uma com propósitos específicos de acordo com as Leis:
- Linhas de "10 metros": Linhas tracejadas de 10 metros de cada lado e paralelas à linha do meio de campo, designando a distância mínima que um time receptor deve recuar ao receber um pontapé inicial (kick-off) e a distância mínima que um pontapé inicial deve percorrer para ser legal. Equivalente às linhas de 40 metros na liga de rúgbi, mas geralmente marcadas de forma diferente.
- Linhas de "5 metros": Linhas tracejadas de 5 metros no campo de jogo, paralelas a cada linha de gol. Os scrums não podem ser colocados mais perto de cada linha de gol do que essa linha, e os árbitros geralmente penalizam as infrações de scrum e ruck nessa área de forma mais severa, pois os times defensores geralmente ensaiam sufocar o jogo de ataque.
- "Linhas tram": Sem nome nas Leis e às vezes também chamadas, de forma confusa, de linhas de "5 metros" e "15 metros", esses dois pares de linhas tracejadas são desenhados paralelamente a cada linha lateral, 5 metros e 15 metros, respectivamente, no campo de jogo a partir da linha lateral mais próxima, terminando na linha de 5 metros de cada uma das respectivas extremidades (paralela e adjacente à linha de gol). A área entre essas linhas é onde os jogadores devem ficar quando estiverem disputando um arremesso de linha de gol.
- Além disso, a área entre os dois conjuntos perpendiculares de linhas de "5 metros" (ou seja, a 5 metros de cada linha lateral e a 5 metros de cada linha de gol) é designada como "zona de scrum". Quando uma infração ocorre fora dessa área e o lado não infrator deseja fazer um scrum, a marca do scrum será movida para a zona pelo árbitro.

Geralmente, os pontos em que as linhas tracejadas cruzam outras linhas serão marcados com um "T" ou cruzamento, embora as extensões das linhas tracejadas geralmente não sejam desenhadas a menos de 5 metros das linhas de gol ou das linhas laterais, para permitir uma demarcação clara dos limites do campo de jogo.
As Leis exigem que a área de jogo tenha formato retangular, mas variações podem ser permitidas com a aprovação das uniões relevantes. Um exemplo notável é o Chatswood Oval em Sydney, Austrália, um campo de críquete com formato elíptico que é a casa do clube de rúgbi Gordon, e que tem linhas de bola morta encurvadas para maximizar o espaço disponível dentro do gol.
Quando vários esportes compartilham um campo (por exemplo, um clube da rúgbi league e um da rúgbi union compartilham um campo), as linhas podem ser sobrepostas umas sobre as outras, às vezes em cores diferentes. Entretanto, especialmente para a televisão, as marcações das linhas do rúgbi union geralmente são pintadas de branco. Algumas exceções incluem os Wallabies (a equipe nacional da Austrália), que geralmente têm marcações amarelas. Os clubes locais podem usar preto, amarelo ou outras cores na grama, sendo que outras superfícies podem exigir técnicas de marcação diferentes.
Ao contrário do futebol association, onde a publicidade em campo é estritamente proibida pelas leis, o World Rugby permite que os logotipos dos patrocinadores sejam pintados na superfície de jogo. Essa é outra maneira pela qual os clubes podem ganhar dinheiro na era profissional e também é frequentemente usada pelas nações anfitriãs, ligas profissionais e torneios como fontes adicionais de receita, principalmente quando os jogos são transmitidos. Nos últimos anos, a tecnologia de realidade aumentada tem sido usada para substituir a pintura para proteger a superfície ou economizar custos de pintura dos campos, produzindo um efeito semelhante para a transmissão, embora às vezes com resultados piores.

#### Áreas de gol (in-goal)
As áreas de gol ficam atrás das linhas de gol, equivalentes às end zones do futebol americano. As áreas de gol devem ter entre 6 e 22 metros (6,6 e 24,1 jardas) de profundidade e cobrir toda a largura do campo. Uma bola aterrissada nessa área por um jogador de ataque geralmente resultará em um ensaio, a menos que tenha havido uma infração anterior ou que o jogador tenha saído de campo com a posse da bola.

#### Área do perímetro (perimeter area)
A área do perímetro é considerada "fora dos limites" (out-of-bounds) para a bola e para os jogadores, o que normalmente resulta na posse da bola pela equipe não infratora em um reinício de jogo. A área do perímetro pode ser dividida em duas áreas:
- "Touch": A área do perímetro além das linhas laterais da área de jogo, mas entre as linhas de gol.
- "Touch-in-goal": As áreas do perímetro atrás de cada linha de gol fora da área de jogo. Alguns podem se referir a uma bola que cruza as linhas de bola morta como "morta", em vez de touch-in-goal.

Para fins de determinar se uma bola está "fora dos limites" (ou seja, saiu da área de jogo), a área do perímetro estende-se indefinidamente para fora da área de jogo.
Quando uma bola ou um jogador entra em contato com a bola, um arremesso de linha geralmente é concedido ao adversário no ponto da linha lateral onde ele deixou o campo. As exceções incluem um chute para fora "em cheio" (on the full, ou seja, a bola não caiu no campo de jogo antes de entrar em contato), caso em que o line-out ainda ocorreria na linha lateral, mas de volta à linha de onde a bola foi chutada, ou quando uma equipe recebe um chute livre de um pênalti, no qual ela manteria o direito de lançar.
A área do perímetro deve estar limpa e livre de obstruções e objetos pesados e sólidos que possam representar um perigo para os jogadores por pelo menos 5 metros da área de jogo, de acordo com as Leis. Os jogadores frequentemente saem da área de jogo, seja acidentalmente ou por serem forçados a sair do campo, às vezes escorregando ou precisando desacelerar de uma corrida. Muitos locais em níveis de elite deixam espaços maiores ao redor do campo para acomodar jogadores mais aptos e mais rápidos (ou mais pesados). Câmeras fixas em tripés e painéis publicitários são, muitas vezes, os principais culpados por lesões em jogadores na área do perímetro.

##### Poste de bandeira (flag post)
Também é necessário um conjunto de 14 postes de bandeira na área do perímetro, cada um com altura mínima de 1,2 metro, marcando as interseções de determinadas linhas ou outras distâncias indicadas. Em geral, são postes de plástico em uma base com mola ou macia, às vezes com uma bandeira no topo, coberta com espuma. Outras podem ser de plástico moldado ou de papelão descartável. Em níveis mais baixos, essas bandeiras podem não ser usadas, mas ainda são especificadas nas Leis. As bandeiras são colocadas da seguinte forma:
- Um poste de bandeira em cada interseção das laterais de gol e as linhas de gol (4 bandeiras no total).
- Um poste de bandeira em cada interseção das laterais de gol e as linhas de bola morta (4 bandeiras no total).
- Um poste de bandeira posicionado 2 metros fora de ambas as linhas laterais, alinhado com ambas as linhas de 22 metros (4 bandeiras no total).
- Um poste de bandeira posicionado 2 metros fora de ambas as linhas laterais, alinhado com a linha do meio de campo (2 bandeiras no total).

#### Postes de gol (H -goalpost)
Os postes de gol do rúgbi têm formato de H e estão situados no meio das linhas de gol em cada extremidade do campo. Elas consistem em dois postes verticais (conhecidos como "uprights"), geralmente feitos de aço ou outro metal, mas às vezes de madeira ou plástico, separados por 5,6 metros (6,1 jardas), conectados por uma "barra transversal" (crossbar) horizontal 3 metros (3,3 jardas) acima do solo. A altura mínima dos montantes dos postes é de 3,4 metros (3,7 jardas), sendo que geralmente são vistos postes mais altos. As partes inferiores de cada coluna são geralmente envoltas em um acolchoamento feito sob medida para proteger os jogadores de lesões ao entrarem em contato com as colunas e criar outra oportunidade para os patrocinadores. Até uma mudança na lei feita pela World Rugby em 2020, era possível para um jogador de ataque marcar um ensaio aterrando a bola contra a base da coluna vertical, pois o acolchoamento era considerado uma extensão da linha do gol.

### Estrutura da partida
No início do jogo, os capitães e o árbitro jogam uma moeda para decidir qual equipe dará o pontapé inicial. O jogo então começa com um dropkick, com os jogadores perseguindo a bola até o território do adversário, e o outro lado tentando recuperar a bola e avançá-la. O dropkick deve fazer contato com o chão antes de ser chutado. Se a bola não atingir a linha de 10 metros (11 jardas) do adversário a 10 metros de distância, a equipe adversária tem duas opções: chutar a bola novamente ou fazer um scrum no centro da linha do meio de campo. Se o jogador com a bola for placado (tackled), frequentemente ocorrerá um ruck.
Os jogos são divididos em metades de 40 minutos, com um intervalo de, no máximo, 15 minutos no meio. Os times trocam as extremidades do campo após o intervalo. As paradas por lesão ou para permitir que o árbitro tome medidas disciplinares não contam como parte do tempo de jogo, de modo que o tempo decorrido geralmente é superior a 80 minutos. O árbitro é responsável por cronometrar o tempo, mesmo quando - como em muitos torneios profissionais - ele é auxiliado por um cronometrista oficial. Se o tempo expirar enquanto a bola estiver em jogo, o jogo continua até que a bola esteja "morta" (dead), e só então o árbitro apita para sinalizar o intervalo ou o tempo integral; mas se o árbitro conceder um pênalti ou uma falta, o jogo continua.
Nas fases eliminatórias das competições de rúgbi, principalmente na Copa do Mundo de Rúgbi, dois períodos de prorrogação de 10 minutos são jogados (com um intervalo de 5 minutos entre eles) se o jogo estiver empatado após o tempo integral. Se os placares estiverem empatados após 100 minutos, as regras determinam que sejam jogados 20 minutos de prorrogação por morte súbita. Se o período de tempo extra de morte súbita não resultar em ponto, uma competição de chutes será usada para determinar o vencedor. No entanto, nenhuma partida na história da Copa do Mundo de Rúgbi passou dos 100 minutos em um período de prorrogação de morte súbita.

### Passes e chutes
Kicking conversion after a tryO passe para frente (jogar a bola para frente para outro jogador) não é permitido; a bola pode ser passada lateralmente ou para trás. A bola tende a ser movida para frente de três maneiras: por chute, por um jogador correndo com ela ou dentro de um scrum ou maul. Somente o jogador com a bola pode ser placado (tackled) ou rucked. Um "knock-on" é cometido quando um jogador derruba a bola para frente, e o jogo é reiniciado com um scrum.
Qualquer jogador pode chutar a bola para frente na tentativa de ganhar território. Quando um jogador, em qualquer lugar da área de jogo, chuta indiretamente para o gol de modo que a bola quique primeiro no campo de jogo, o arremesso é feito no local em que a bola entrou no touch. Se o jogador chutar diretamente para o touch (ou seja, sem quicar primeiro dentro do campo) de dentro da própria linha de 22 metros (24 jardas), o lateral é feito pela oposição no local em que a bola foi para o touch, mas se a bola for chutada para o touch diretamente por um jogador fora da linha de 22 metros (24 jardas), o alinhamento é feito no mesmo nível em que o chute foi feito.

### Breakdowns

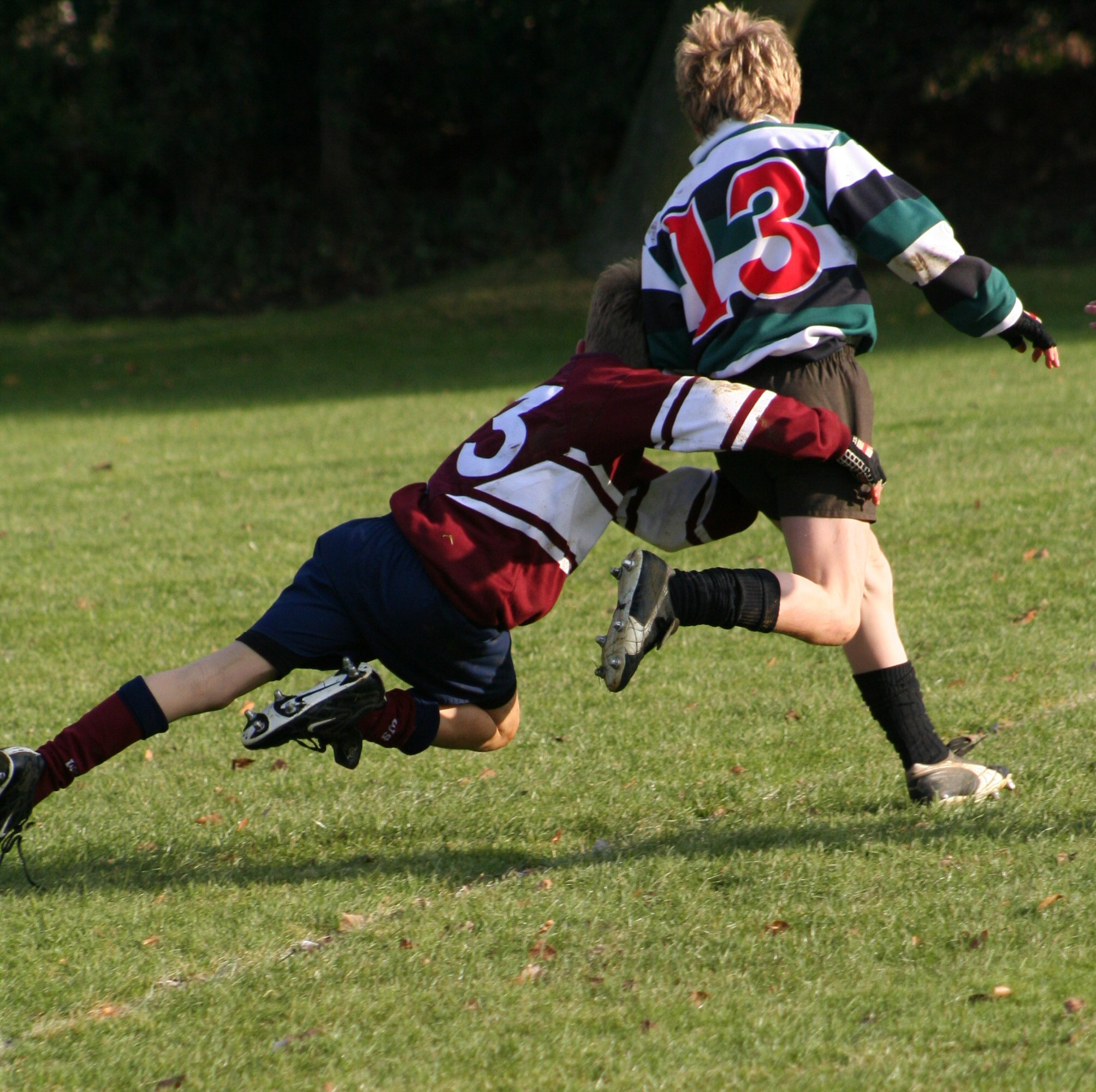
Uma placagem (tackle) de rúgbi deve ser feita abaixo do pescoço com o objetivo de impedir ou aterrar o jogador com a bola.

O objetivo da equipe defensora é parar o jogador com a bola, fazendo uma placagem (tackle) e derrubando-o no chão (o que é frequentemente seguido por um ruck) ou disputando a posse de bola com o portador da bola em pé (um maul). Um ruck ou maul é chamado de breakdown e cada um é regido por uma lei específica.

#### Placagem (tackling)
Um jogador pode dar uma placagem em um jogador adversário que esteja com a bola, segurando-o e levando-o ao chão. Os placadores não podem fazer a placagem acima do ombro (o pescoço e a cabeça estão fora dos limites), e o placador deve tentar envolver os braços em torno do jogador que está sendo placado para completar a placagem. É ilegal empurrar, carregar com o ombro ou derrubar um jogador usando os pés ou as pernas, mas as mãos podem ser usadas (isso é chamado de tap-tackle ou ankle-tap). Os placadores não podem derrubar um adversário que tenha pulado para pegar uma bola até que o jogador tenha aterrissado.

#### RucklingeMauling(formações espontânea e móvel)
Os mauls ocorrem depois que um jogador com a bola entra em contato com um oponente, mas o carregador permanece de pé; quando qualquer combinação de pelo menos três jogadores se amarra, o maul é estabelecido. Um ruck é semelhante ao maul, mas, nesse caso, a bola foi para o chão e pelo menos três jogadores de ataque se amarraram no chão em uma tentativa de segurar a bola.

### Set pieces(partes do jogo)

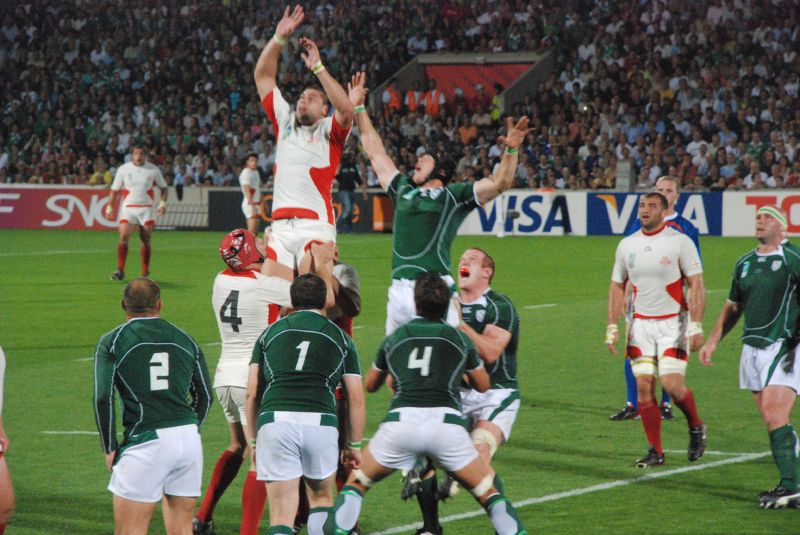
Irlanda e Geórgia disputando um line-out na Copa do Mundo de Rúgbi de 2007.

#### Alinhamento lateral (line-out)
Quando a bola sai da lateral do campo, um alinhamento lateral (line-out) é concedido contra a equipe que tocou a bola pela última vez. Os jogadores avançados de cada equipe se alinham a um metro de distância, perpendicularmente e entre 5 e 15 m (5,5 e 16,4 jardas) da linha lateral. A bola é arremessada da linha lateral para o centro das linhas dos avançados por um jogador (geralmente o talonador) do time que não jogou a bola para o gol. A exceção é quando a bola saiu de um pênalti, caso em que o time que ganhou o pênalti arremessa a bola.
Ambos os lados competem pela bola e os jogadores podem levantar seus companheiros de equipe. Um jogador que salta não pode ser placado até que esteja de pé e somente o contato ombro a ombro é permitido; a infração deliberada dessa lei é um jogo perigoso e resulta em um pênalti.

#### Scrum(formação ordenada/fixa)

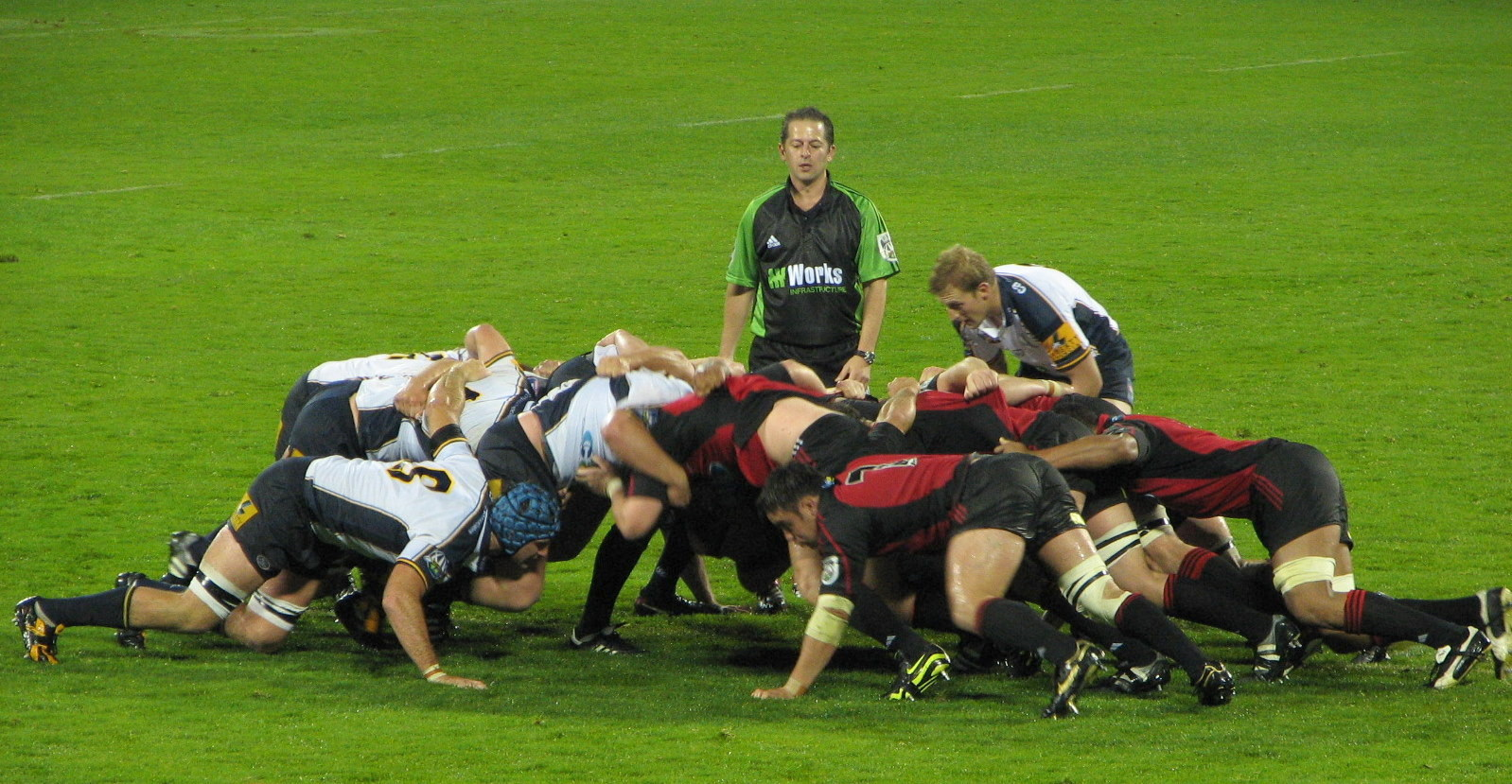
Um scrum entre os Crusaders da Nova Zelândia e os Brumbies da Austrália

O scrum é uma forma de reiniciar o jogo de forma segura e justa após uma infração leve. Ele é concedido quando a bola é derrubada ou passada para frente, se um jogador leva a bola para além de sua própria linha de ensaio e coloca a bola no chão, quando um jogador está acidentalmente impedido ou quando a bola está presa em um ruck ou maul sem chance realista de ser recuperada. Uma equipe também pode optar por um scrum se receber um pênalti.
Um scrum é formado pelos oito atacantes de cada equipe que se agacham e se unem em três fileiras, antes de se entrelaçarem com a equipe adversária. Para cada equipe, a primeira fileira é composta por dois pilares (fechado e aberto) de cada lado do talonador. Os dois pilares normalmente estão entre os jogadores mais fortes da equipe. A segunda linha é formada por dois locks e dois asas. Atrás da segunda linha está o oitavo. Essa formação é conhecida como 3-4-1. Quando o scrum é formado, o meio scrum (formação)(da equipe que recebeu o avanço rola a bola para o espaço entre as duas fileiras da frente, conhecido como túnel. Os dois talonadores disputam a posse de bola enganchando a bola para trás com os pés, enquanto cada grupo ensaia empurrar o grupo adversário para trás para ajudar a ganhar a posse de bola. O time que ganha a posse de bola pode manter a bola sob os pés enquanto empurra o adversário para trás, a fim de ganhar terreno, ou transferir a bola para a parte de trás do scrum, onde ela pode ser apanhada pelo oitavo ou pelo meio scrum.

### Árbitros e infrações

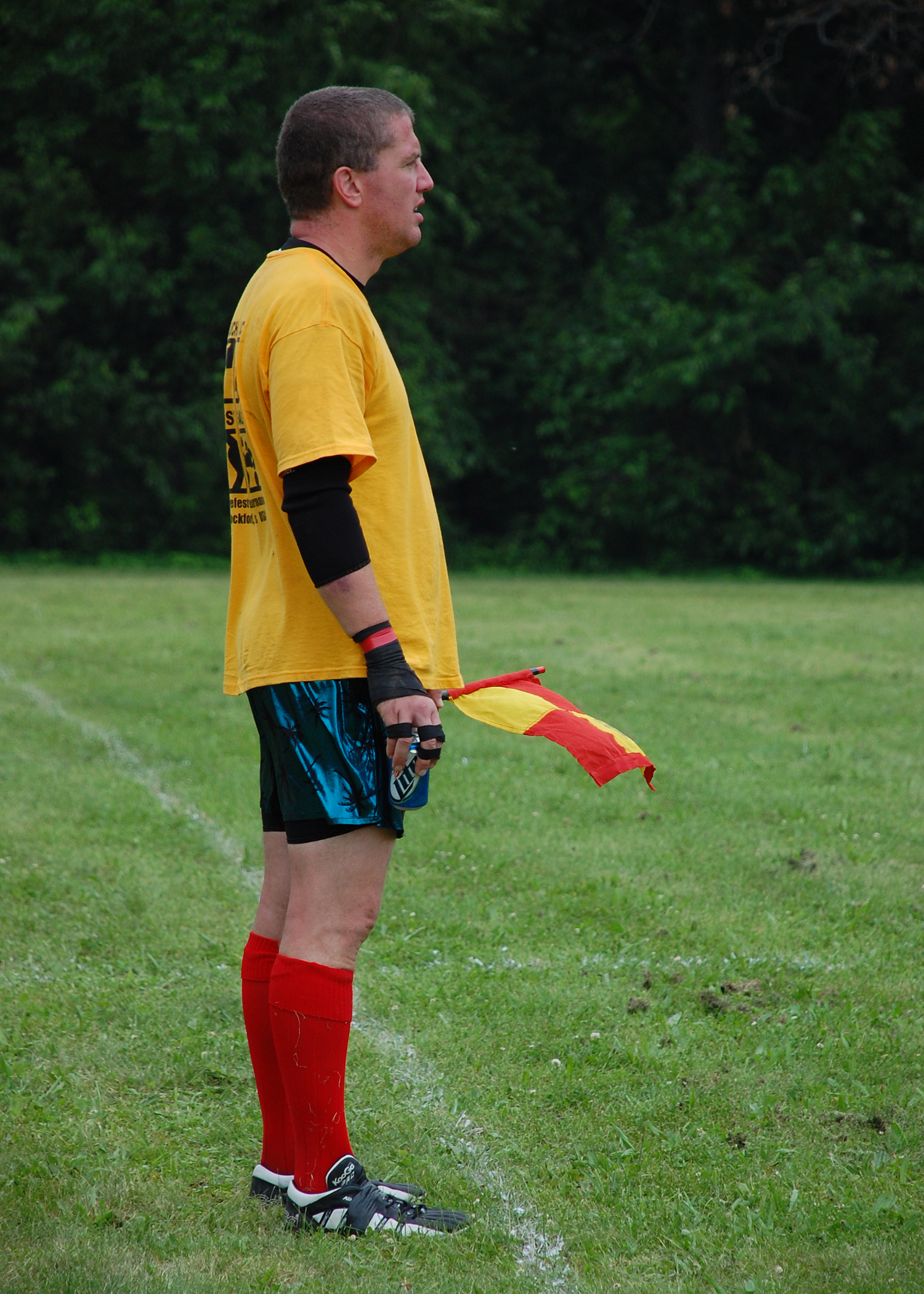
Juiz de lateral com bandeira.

Há três árbitros de jogo: um juíz e dois árbitros assistentes. Os árbitros são comumente chamados de "Sir". Os assistentes, antes conhecidos como juízes de lateral, tinham a função principal de indicar quando a bola tinha entrado no "touch"; sua função foi ampliada e agora se espera que eles auxiliem o árbitro em diversas áreas, como na observação de jogadas irregulares e na verificação de linhas de impedimento. Além disso, em partidas de competições de alto nível, muitas vezes há um árbitro de televisão (TMO; popularmente chamado de "árbitro de vídeo") para auxiliar em determinadas decisões, conectado ao árbitro por rádio. Os árbitros têm um sistema de sinais manuais para indicar suas decisões.
As ofensas comuns incluem placagem acima dos ombros, desmonte de um scrum, ruck ou maul, não soltar a bola quando estiver no chão ou estar impedido. O time que não cometeu a infração tem várias opções quando recebe um pênalti: um "tap-kick", quando a bola é chutada a uma distância muito curta da mão, permitindo que o chutador recupere a bola e corra com ela; um punt, quando a bola é chutada a uma longa distância da mão, para posição de campo; um place-kick, quando o chutador tenta marcar um gol; ou um scrum. Os jogadores podem ser expulsos (sinalizado por um cartão vermelho) ou suspensos temporariamente ("sin-binned") por dez minutos (cartão amarelo) por jogo sujo ou infrações repetidas, e não podem ser substituídos.
Ocasionalmente, as infrações não são flagradas pelo árbitro durante a partida e podem ser "citadas" pelo comissário de citação após a partida e receber punições (geralmente suspensão por várias semanas) impostas ao jogador infrator.

### Trocas e substituições
Durante a partida, os jogadores podem ser trocados (replaced ,por lesão) ou substituídos (substituted, por motivos táticos). Um jogador que tenha sido trocado não pode voltar a jogar, a menos que tenha sido trocado temporariamente para controle de sangramento; um jogador que tenha sido substituído pode retornar temporariamente, para substituir um jogador com lesão no sangue ou que tenha sofrido uma concussão, ou permanentemente, se estiver substituindo um atacante da primeira linha. Em partidas internacionais, são permitidas oito trocas; em torneios nacionais ou internacionais, a critério das uniões nacionais responsáveis, o número de trocas pode ser nomeado para um máximo de oito, dos quais três devem ser suficientemente treinados e experientes para dar cobertura às três posições da primeira linha.
Antes de 2016, todas as substituições, independentemente da causa, contavam contra o limite durante uma partida. Em 2016, a World Rugby alterou a lei de modo que as substituições feitas para trocar um jogador considerado incapaz de continuar devido a uma falta cometida pela equipe adversária não seriam mais contabilizadas no limite da partida. Essa alteração foi introduzida em janeiro daquele ano no hemisfério sul e em junho no hemisfério norte.

## Equipamento
Os itens mais básicos de equipamento para um jogo de rúgbi union são a própria bola, uma camisa de rúgbi (também conhecida como "jersey"), shorts de rúgbi, meias e chuteiras. A bola de rúgbi tem formato oval (tecnicamente um esferoide prolato) e é composta de quatro painéis. Historicamente, a bola era feita de couro, mas na era moderna a maioria dos jogos usa uma bola feita de material sintético. A World Rugby estabelece dimensões específicas para a bola: 280 a 300 mm (11 a 12 pol.) de comprimento, 740 a 770 mm (29 a 30 pol.) de circunferência de comprimento e 580 a 620 mm (23 a 24 pol.) de circunferência de largura. As chuteiras de rúgbi têm solas com tachas para permitir a aderência ao gramado do campo. As travas podem ser de metal ou plástico, mas não podem ter bordas ou sulcos afiados.
O equipamento de proteção é opcional e estritamente regulamentado. Os itens mais comuns são os protetores bucais, que são usados por quase todos os jogadores e são obrigatórios em alguns países que jogam rúgbi. Outros itens de proteção permitidos incluem protetores de cabeça, ombreiras finas (não mais que 10 mm de espessura) e não rígidas e caneleiras, que são usadas por baixo das meias. Bandagens ou fitas adesivas podem ser usadas para apoiar ou proteger lesões; alguns jogadores usam fitas adesivas ao redor da cabeça para proteger as orelhas em scrums e rucks. As jogadoras também podem usar protetores no peito. Embora não sejam usadas para proteção, alguns tipos de luvas sem dedos são permitidos para ajudar na aderência.
É responsabilidade dos árbitros da partida verificar as roupas e os equipamentos dos jogadores antes de um jogo para garantir que estejam em conformidade com as leis do jogo.

## Órgãos governamentais

Uniões de membros e associados
Membro
Associados

O organismo internacional que rege o rúgbi union (e os jogos associados, como o sevens) é o World Rugby (WR). A sede do WR situa-se em Dublin, na Irlanda. O WR, fundado em 1886, rege o desporto a nível mundial e publica as leis e as classificações do jogo. Em fevereiro de 2014, o WR (então conhecido como IRB) contava com 119 uniões, 101 membros de pleno direito e 18 países membros associados. De acordo com a WR, o rúgbi union é jogado por homens e mulheres em mais de 100 países. A WR controla a Copa do Mundo de Rugby, a Copa do Mundo de Rugby Feminino, a Copa do Mundo de Rugby Sevens, a Série Mundial de Rugby Sevens, a Série Mundial Feminina de Rugby Sevens, o Campeonato Mundial Sub 20, o Troféu Mundial Sub 20, a Copa das Nações e a Copa das Nações do Pacífico. A WR realiza votações para decidir o local de realização de cada um destes eventos, exceto no caso da Série Mundial de Rugby Sevens masculina e feminina, para a qual a WR celebra contratos com várias uniões nacionais para a realização de eventos individuais.
Seis associações regionais, que são membros da WR, formam o nível seguinte de administração; são elas:
- Rugby África, antiga Confederação Africana de Rugby (CAR).[97]
- Asia Rugby, antiga União de Futebol e Rugby Asiática (ARFU).[98]
- Rugby Americas North, anteriormente Associação de Rugby da América do Norte e Caribe (NACRA).[99]
- Rugby Europe, anteriormente Federação Internacional de Rugby Amador - Associação Europeia de Rugby (FIRA-AER).[100]
- Oceania Rugby, anteriormente Federação das Uniões de Rugby da Oceânia (FORU).[101]
- Sudamérica Rugby, anteriormente Confederação Sul-Americana de Rugby (CONSUR).[102]

A SANZAAR (South Africa, New Zealand, Australia and Argentina Rugby) é uma empresa comum da União Sul-Africana de Rugby, da New Zealand Rugby, da Rugby Australia e da União Argentina de Rugby (UAR), que gere o Super Rugby e o The Rugby Championship (anteriormente Tri Nations, antes da entrada da Argentina). Embora a UAR não estivesse inicialmente representada no antigo conselho de administração da SANZAR, foi-lhe dada a possibilidade de participar nas questões da organização, especialmente no que diz respeito ao The Rugby Championship, tendo-se tornado membro de pleno direito da SANZAAR em 2016 (quando o país entrou no Super Rugby).
As uniões nacionais supervisionam o rúgbi union em países individuais e são afiliadas à WR. Desde 2016, o Conselho da WR tem 40 assentos. Um total de 11 sindicatos - os oito sindicatos de fundação da Inglaterra, Escócia, Irlanda, País de Gales, Austrália, Nova Zelândia, África do Sul e França, além de Argentina, Canadá e Itália - têm dois assentos cada. Além disso, as seis associações regionais têm dois assentos cada. Mais quatro uniões - Geórgia, Japão, Romênia e EUA - têm um assento cada. Por fim, o presidente e o vice-presidente, que geralmente vêm de um dos oito sindicatos fundadores (embora o atual vice-presidente, Agustín Pichot, pertença ao sindicato argentino não-fundador), têm um voto cada.

## Alcance global

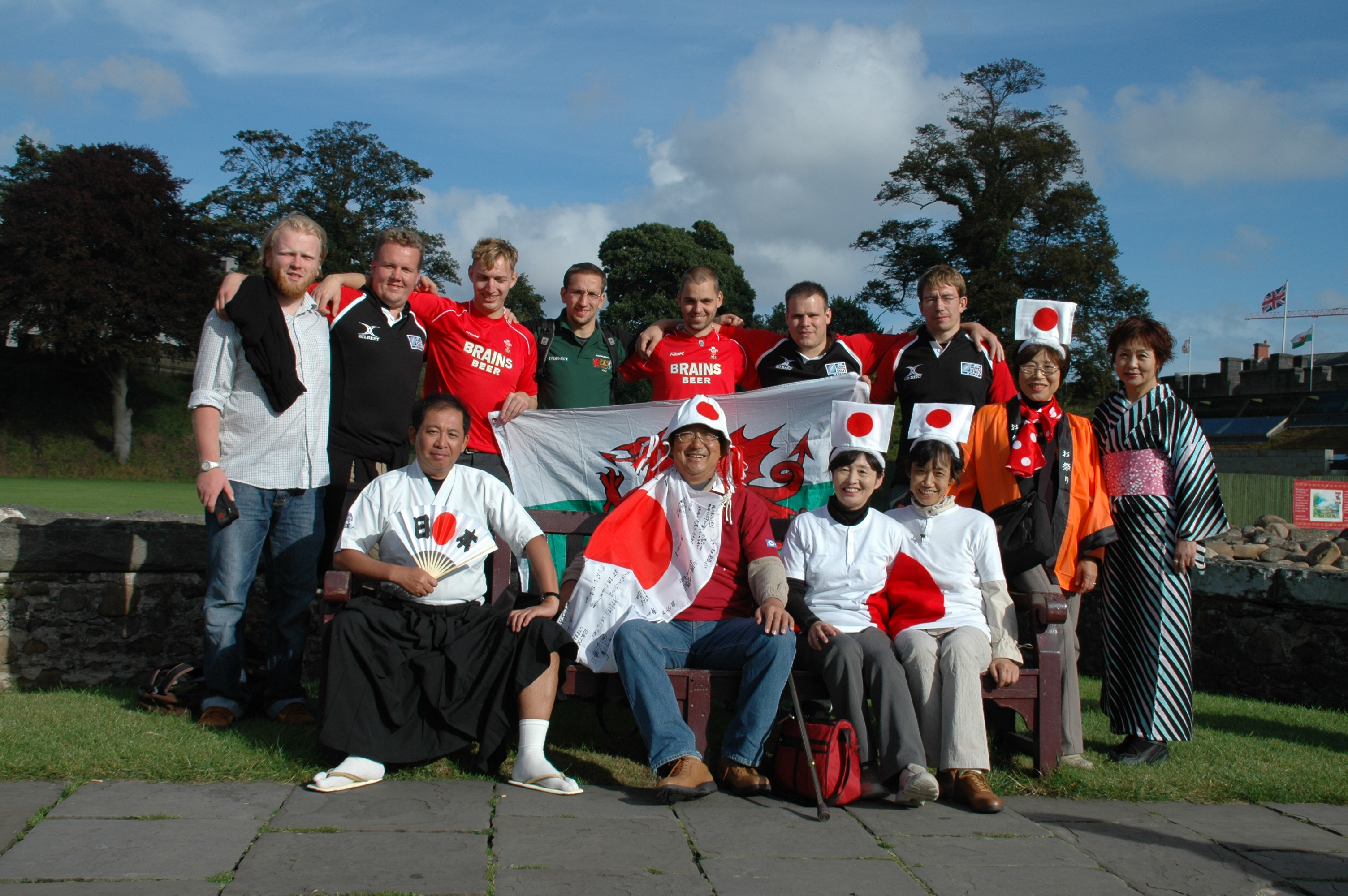
Torcedores de rúgbi japoneses e galeses em Cardiff, País de Gales, setembro de 2007.

Os primeiros países a adotarem o rúgbi union foram a Inglaterra, o país de origem, e as outras três nações do país, Escócia, Irlanda e País de Gales. A disseminação do rúgbi union como um esporte global tem suas raízes na exportação do jogo por expatriados britânicos, militares e estudantes universitários estrangeiros. O primeiro clube de rúgbi na França foi formado por residentes britânicos em Le Havre em 1872, enquanto no ano seguinte a Argentina registrou seu primeiro jogo: "Banks" x "City" em Buenos Aires.
Oito países adotaram o rúgbi union como seu esporte nacional de fato; são eles Fiji, Geórgia, Madagascar, Nova Zelândia, Samoa, Tonga, País de Gales e África do Sul.

### Oceania
Um clube de rúgbi foi formado em Sydney, Nova Gales do Sul, Austrália, em 1864; diz-se que o esporte foi introduzido na Nova Zelândia por Charles Monro em 1870, que jogou rúgbi enquanto estudava no Christ's College, Finchley.
Várias nações insulares adotaram o esporte do rúgbi. O rúgbi foi jogado pela primeira vez em Fiji por volta de 1884 por soldados europeus e fijianos da Native Constabulary em Ba, na ilha de Viti Levu. Em seguida, Fiji enviou sua primeira equipe internacional para Samoa em 1924, que, por sua vez, criou seu próprio rúgbi union em 1924. Além de Tonga, outros países que têm equipes nacionais de rúgbi na Oceania incluem as Ilhas Cook, Niue, Papua Nova Guiné e Ilhas Salomão.

### América do Norte e Caribe
Na América do Norte, um clube foi formado em Montreal em 1868, o primeiro clube do Canadá. A cidade de Montreal também desempenhou seu papel na introdução do esporte nos Estados Unidos, quando os alunos da Universidade McGill jogaram contra uma equipe da Universidade Harvard em 1874. As duas variantes do futebol de campo - o futebol canadense e, em menor escala, o futebol americano - já foram consideradas formas de futebol de rúgbi, mas raramente são referidas como tal. Na verdade, o órgão dirigente do futebol canadense, o Football Canada, era conhecido como União Canadense de Rúgbi (CRU) em 1967, mais de cinquenta anos depois que o esporte se separou das regras estabelecidas do rúgbi union. A Copa Grey, o troféu concedido à equipe vitoriosa que joga no campeonato homônimo da Liga Canadense de Futebol (CFL) profissional, foi originalmente concedida ao campeão da CRU. As duas ligas mais fortes da CRU, a União Interprovincial de Futebol de Rúgbi, no leste do Canadá, e a União Interprovincial de Futebol do Oeste, no oeste do Canadá, evoluíram para a atual CFL.
Embora a data exata da chegada do rúgbi union em Trinidad e Tobago seja desconhecida, seu primeiro clube, o Northern RFC, foi formado em 1923, uma equipe nacional estava jogando em 1927 e, devido a uma turnê cancelada para a Guiana Britânica em 1933, mudou seu local de jogo para Barbados, introduzindo o rúgbi na ilha. Outros países do Atlântico que jogam o rúgbi union são a Jamaica e as Bermudas.
O rúgbi union é o esporte universitário e o esporte em geral que mais cresce nos EUA.
A Major League Rugby é a principal competição profissional de rúgbi union nos EUA e no Canadá.

### Europa

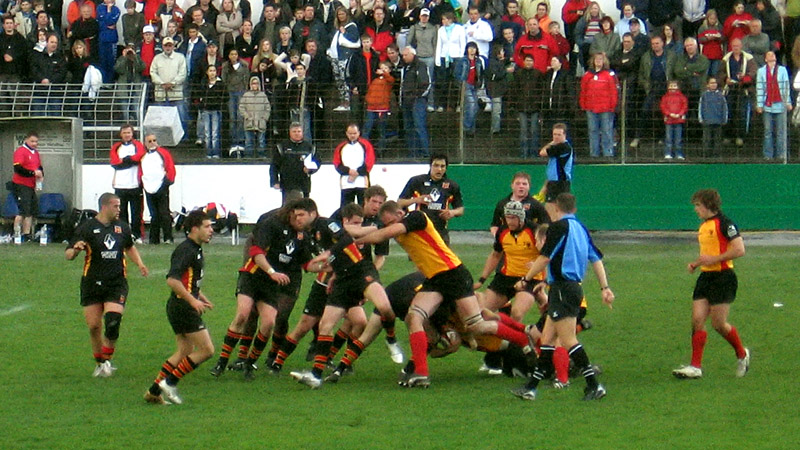
Alemanha jogando contra a Bélgica em uma partida de qualificação para a Copa do Mundo, abril de 2006.

O crescimento do rúgbi union na Europa, fora dos países da Six Nations, em termos de números de jogos, comparecimento e audiência, tem sido esporádico. Historicamente, as equipes britânicas e irlandesas jogavam em casa contra as equipes do hemisfério sul da Austrália, Nova Zelândia e África do Sul, além da França. O restante da Europa ficou para jogar entre si. Durante um período em que foi isolada pelas uniões britânica e irlandêsa, a França, sem competição internacional, tornou-se a única equipe europeia da primeira divisão a jogar regularmente contra outros países europeus, principalmente Bélgica, Holanda, Alemanha, Espanha, Romênia, Polônia, Itália e Tchecoslováquia. Em 1934, instigada pela Federação Francesa de Rugby, a FIRA (Federação Internacional de Rugby Amador) foi formada para organizar a união do rúgbi fora da autoridade do IRFB. Os membros fundadores foram Itália, Romênia, Holanda, Portugal, Tchecoslováquia e Suécia.
Outras nações europeias que jogam rúgbi incluem a Rússia, cuja primeira partida oficialmente registrada é marcada por um encontro entre o Dínamo de Moscou e o Instituto de Educação Física de Moscou, em 1933. O rúgbi union em Portugal também se estabeleceu entre a Primeira e a Segunda Guerras Mundiais, com um XV Nacional Português criado em 1922 e um campeonato oficial iniciado em 1927.
Em 1999, a FIRA concordou em se colocar sob os auspícios do IRB, transformando-se em um órgão organizador estritamente europeu. Assim, ela mudou seu nome para FIRA-AER (Federação Internacional de Rugby Amador - Associação Europeia de Rugby). Ela adotou seu nome atual de Rugby Europe em 2014.

### América do Sul

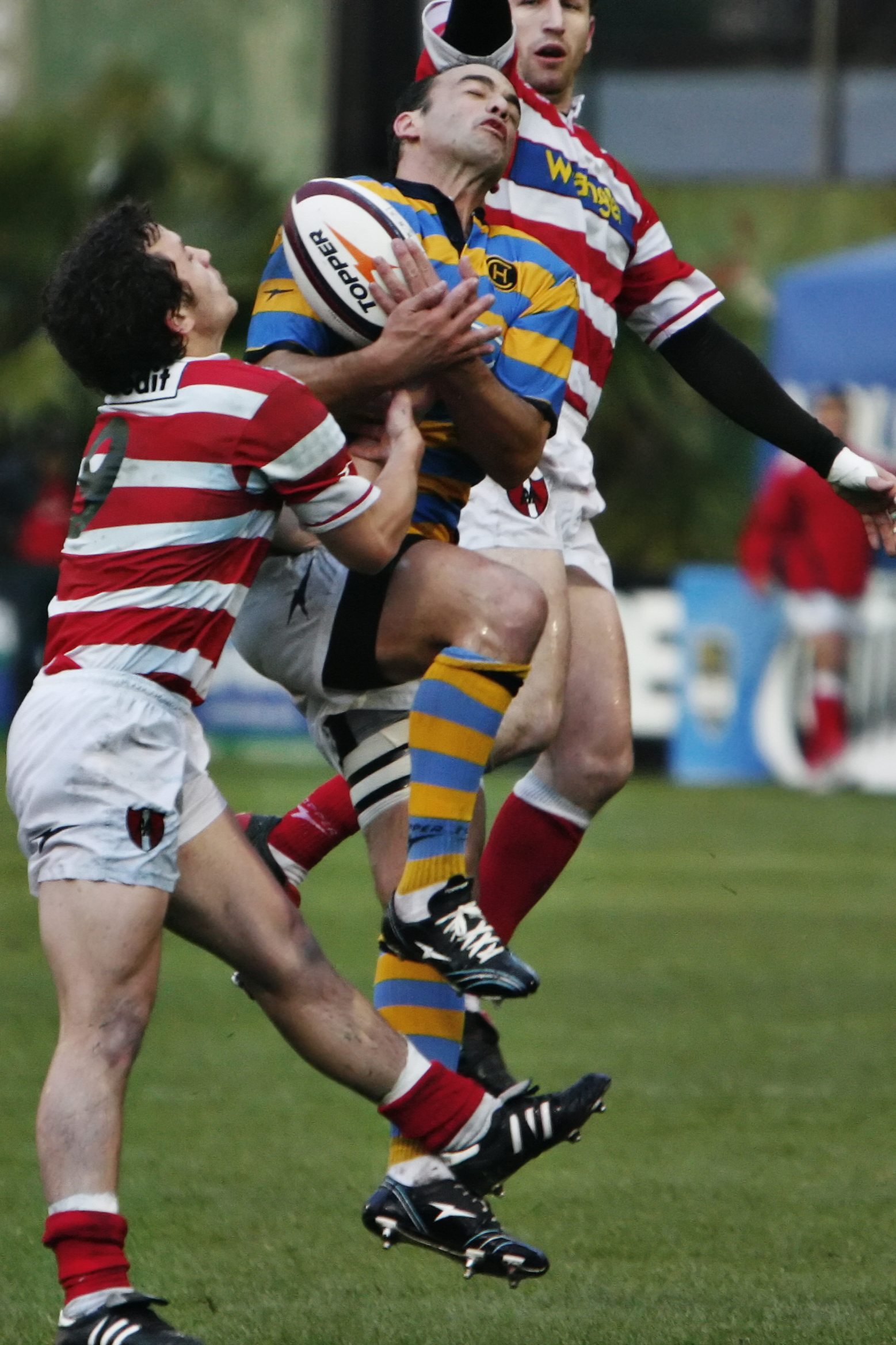
Times argentinos Alumni e Hindú jogando a partida final do Torneio da URBA, 2007

Embora a Argentina seja a nação mais conhecida como jogadora de rúgbi na América do Sul, tendo fundado a União Argentina de Rugby em 1899, vários outros países do continente têm uma longa história. O rúgbi era praticado no Brasil desde o final do século XIX, mas o jogo passou a ser jogado regularmente somente a partir de 1926, quando o São Paulo venceu o Santos em uma partida entre cidades. O Uruguai precisou de várias tentativas abortadas para se adaptar ao rúgbi, lideradas principalmente pelos esforços do Montevideo Cricket Club; esses esforços foram bem-sucedidos em 1951 com a formação de uma liga nacional e quatro clubes. Outros países sul-americanos que formaram uma união de rúgbi incluem o Chile (1948), e o Paraguai (1968).
O Super Rugby Americas é a competição profissional de rúgbi union na América do Sul.

### Ásia
Muitos países asiáticos têm uma tradição de jogar rúgbi que remonta ao Império Britânico. A Índia começou a jogar rúgbi no início da década de 1870, com a formação do Calcutta Football Club em 1873. No entanto, com a partida de um regimento do exército britânico local, o interesse pelo rúgbi diminuiu na região. Em 1878, o Calcutta Football Club foi dissolvido e o rúgbi na Índia fracassou. O Sri Lanka alega ter fundado seu sindicato em 1878 e, embora haja poucas informações oficiais disponíveis sobre o período, a equipe venceu a Copa All-India em Madras em 1920. A primeira partida registrada na Malásia foi em 1892, mas a primeira confirmação do rúgbi é a existência da Copa HMS Malaya, que foi apresentada pela primeira vez em 1922 e ainda é concedida aos vencedores dos sevens malaios.
A união de rúgbi foi introduzida no Japão em 1899 por dois estudantes de Cambridge: Ginnosuke Tanaka e Edward Bramwell Clarke. A RFU do Japão foi fundada em 1926 e seu lugar na história do rúgbi foi consolidado quando o Japão sediou a Copa do Mundo de 2019. Foi o primeiro país fora da Commonwealth, Irlanda e França a sediar o evento, e foi visto pela IRB como uma oportunidade para a união do rúgbi ampliar seu alcance, particularmente na Ásia. Outros países asiáticos de destaque incluem Singapura, Coreia do Sul, China e Filipinas, enquanto a ex-colônia britânica de Hong Kong é notável no rúgbi por seu desenvolvimento do jogo de rúgbi sevens, especialmente o torneio Hong Kong Sevens, fundado em 1976.
O rúgbi no Oriente Médio e nos Estados do Golfo tem sua história na década de 1950, com clubes formados pelos serviços britânicos e franceses estacionados na região após a Segunda Guerra Mundial. Quando esses militares partiram, os clubes e equipes foram mantidos vivos por jovens profissionais, em sua maioria europeus, que trabalhavam nesses países. O sindicato oficial de Omã foi formado em 1971, o Bahrein fundou sua união um ano depois e, em 1975, foi criado o Dubai Sevens, o principal torneio de rúgbi do Golfo. O rúgbi continua sendo um esporte minoritário na região, com Israel e os Emirados Árabes Unidos, a partir de 2019, sendo a única união membro do Oriente Médio a ser incluída no Ranking Mundial da World Rugby.

### África

Costa do Marfim antes do jogo contra Zâmbia pelas Eliminatórias da Copa do Mundo de Rugby de 2011, 21 de julho de 2008.

Em 1875, o rúgbi foi introduzido na África do Sul por soldados britânicos guarnecidos na Cidade do Cabo. O jogo se espalhou rapidamente pelo país, substituindo o futebol do Winchester College como o esporte preferido na África do Sul e se espalhando para o vizinho Zimbábue. Os colonos sul-africanos também levaram o jogo para a Namíbia e competiram contra os administradores britânicos na África Oriental Britânica. Durante o final do século XIX e início do século XX, o esporte na África foi difundido por colonos e colônias que frequentemente adotavam uma política de "somente brancos" para jogar o jogo. Isso fez com que o rúgbi fosse visto como um esporte burguês pelos povos indígenas, com apelo limitado. Apesar disso, surgiram enclaves de participação negra, principalmente no Cabo Oriental e em Harare. Os primeiros países a verem a prática do rúgbi competitivo incluem a África do Sul e a vizinha Rodésia (atual Zimbábue), que formou a Rhodesia Rugby Football Union em 1895 e se tornou uma parada regular para as equipes britânicas e neozelandesas em turnê.
Em tempos mais recentes, o esporte foi adotado por várias nações africanas. No início do século XXI, Madagascar recebeu multidões de 40.000 pessoas em jogos nacionais, enquanto a Namíbia, cuja história do rúgbi pode ser datada de 1915, classificou-se para as fases finais da Copa do Mundo sete vezes desde 1999. Outras nações africanas representadas no Rankingd da World Rugby como Uniões Membros incluem Costa do Marfim, Quênia, Uganda e Zâmbia. A África do Sul e o Quênia estão entre as 15 "equipes principais" que participam de todos os eventos da World Rugby Sevens Series masculina.

## Rugby union feminino

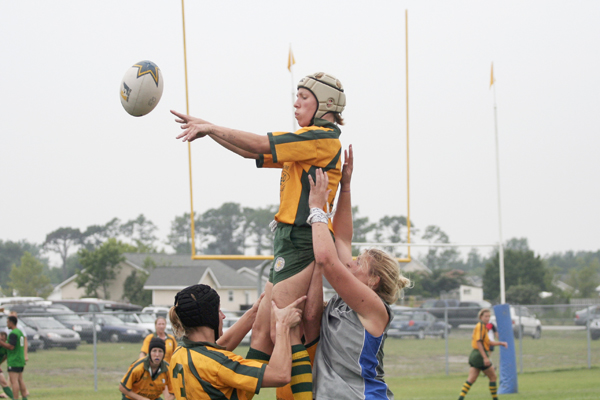
Rúgbi feminino dos EUA: NC Hustlers x Midwest II

Os registros do futebol de rúgbi feminino datam do final do século XIX, sendo que a primeira fonte documentada são os escritos de Emily Valentine, nos quais ela afirma que montou um time de rúgbi na Portora Royal School, em Enniskillen, Irlanda, em 1887. Embora haja relatos dos primeiros jogos femininos na Nova Zelândia e na França, um dos primeiros jogos notáveis a comprovar evidências primárias foi o encontro entre Cardiff Ladies e Newport Ladies em 1917, durante a guerra; uma foto mostra a equipe de Cardiff antes da partida no Cardiff Arms Park. Desde a década de 1980, o jogo cresceu em popularidade entre as atletas femininas e, em 2010, de acordo com a World Rugby, o rúgbi feminino era jogado em mais de 100 países.
A Women's Rugby Football Union (WRFU), com sede na Inglaterra, responsável pelo rúgbi feminino na Inglaterra, Escócia, Irlanda e País de Gales, foi fundada em 1983 e é o mais antigo órgão nacional formalmente organizado para o rúgbi feminino. Esse órgão foi substituído em 1994 pela Rugby Football Union for Women (RFUW) na Inglaterra, com cada uma das outras nações do país governando seus próprios países.
A principal competição internacional da união de rúgbi para mulheres é a Copa do Mundo de Rugby Feminino, realizada pela primeira vez em 1991; de 1994 a 2014, foi realizada a cada quatro anos. Após o evento de 2014, o torneio foi antecipado em um ano para 2017 para evitar conflito com outros ciclos esportivos, em particular a competição da Copa do Mundo de Rugby Sevens. A Copa do Mundo de Rugby Feminino retornou a um ciclo de quatro anos após 2017, com futuras competições a serem realizadas no meio do ano do ciclo da Copa do Mundo masculina.

## Principais competições internacionais

### Copa do Mundo de Rugby

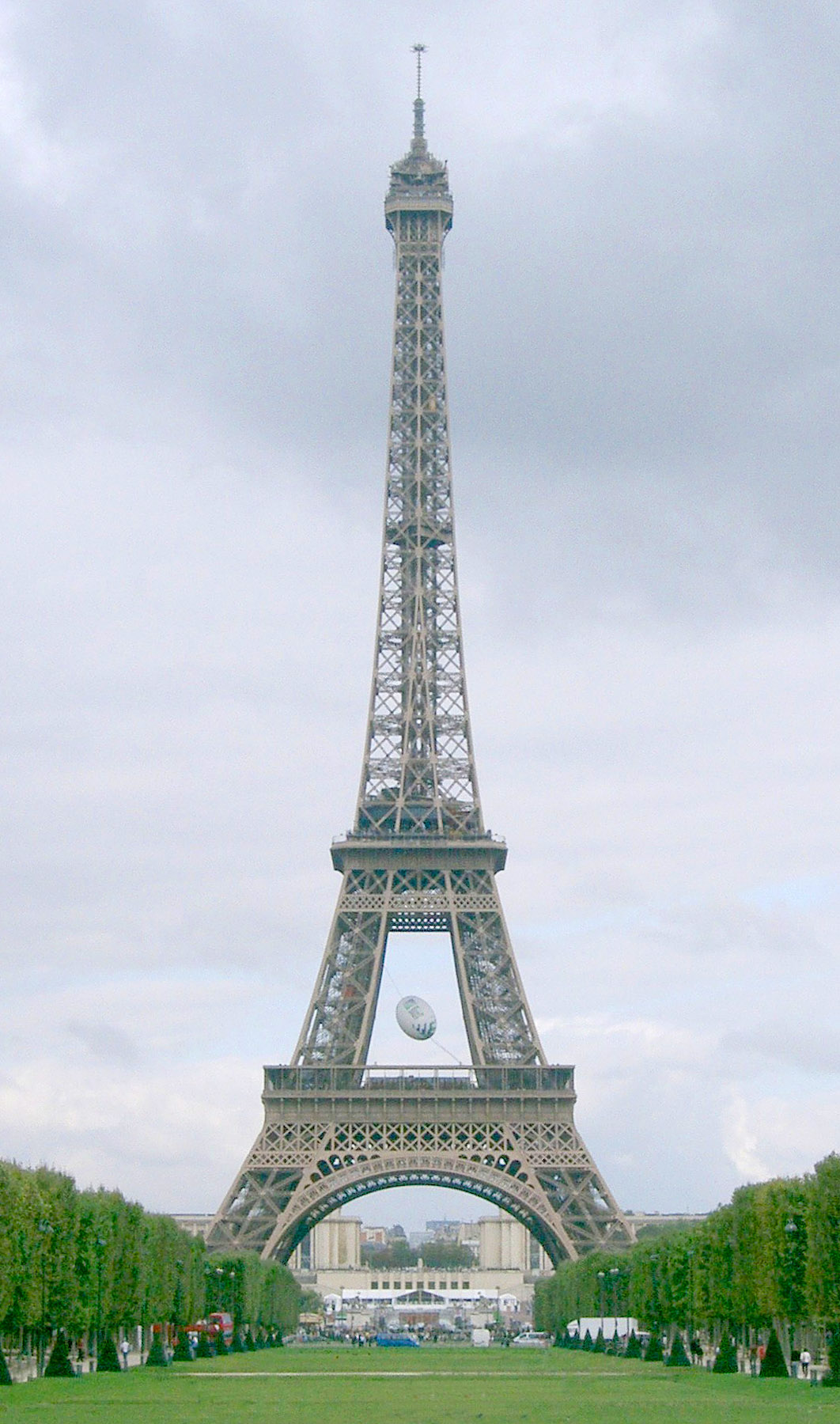
Uma bola de rúgbi gigante suspensa na Torre Eiffel para comemorar a realização da Copa do Mundo de 2007 na França.

A competição mais importante da união de rúgbi é a Copa do Mundo de Rugby, um torneio masculino que ocorre a cada quatro anos desde o evento inaugural em 1987. A África do Sul é a atual campeã, tendo derrotado a Inglaterra na final da Copa do Mundo de Rúgbi de 2019 em Yokohama. A Nova Zelândia e a África do Sul ganharam o título três vezes cada (Nova Zelândia: 1987, 2011, 2015; África do Sul: 1995, 2007, 2019), a Austrália ganhou duas vezes (1991 e 1999) e a Inglaterra uma vez (2003). A Inglaterra é a única equipe do hemisfério norte a ter vencido a Copa do Mundo de Rugby.
A Copa continuou a crescer desde sua criação em 1987. O primeiro torneio, no qual 16 equipes competiram pelo título, foi transmitido para 17 países com um total acumulado de 230 milhões de telespectadores. A venda de ingressos durante as fases de grupos e as finais do mesmo torneio foi inferior a um milhão. A competição de 2007 foi disputada por 94 países, com vendas de ingressos de 3.850.000 durante a fase de grupos e a final. A audiência televisiva acumulada para o evento, então transmitido para 200 países, foi de 4,2 bilhões.
A Copa do Mundo de Rúgbi de 2019 foi realizada no Japão entre 20 de setembro e 2 de novembro. Foi a nona edição e a primeira vez que o torneio foi realizado na Ásia.

### Torneios regionais

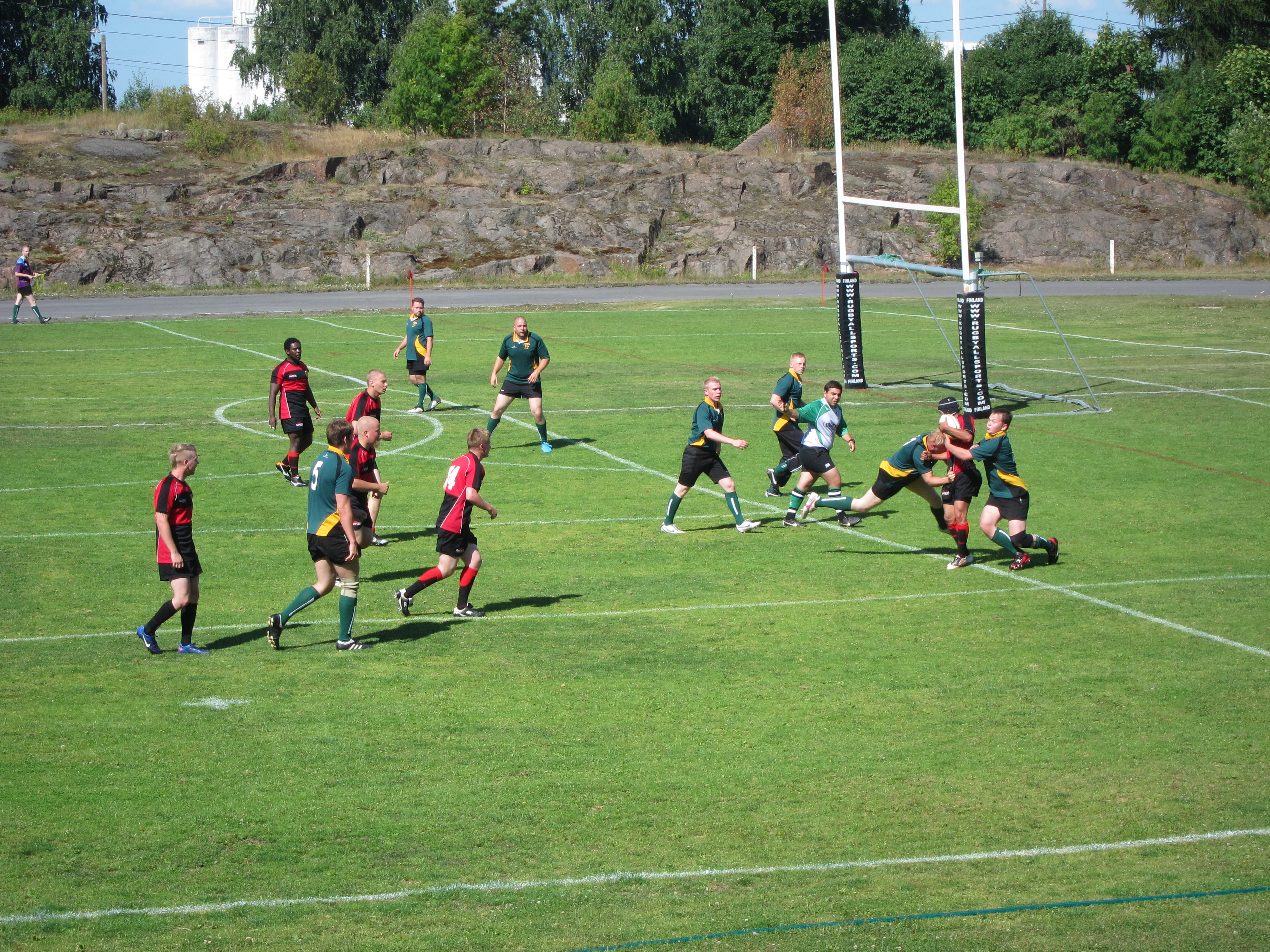
Griffins RFC Kotka, a equipe de rúgbi union de Kotka, Finlândia, que disputou o Torneio de Rugby-7 em 2013.

As principais competições internacionais são o Campeonato Six Nations e o The Rugby Championship, realizados na Europa e no hemisfério sul, respectivamente.
O Six Nations é uma competição anual que envolve as equipes europeias da Inglaterra, França, Irlanda, Itália, Escócia e País de Gales. Cada país joga contra os outros cinco uma vez. Após os primeiros campeonatos internacionais entre Inglaterra e Escócia, Irlanda e País de Gales começaram a competir na década de 1880, formando o Home International Championships. A França juntou-se ao torneio na década de 1900 e, em 1910, o termo Five Nations apareceu pela primeira vez. No entanto, as Home Nations (Inglaterra, Irlanda, Escócia e País de Gales) excluíram a França em 1931 em meio a uma série de resultados ruins, alegações de profissionalismo e preocupações com a violência em campo. A França voltou a participar em 1939-1940, embora a Segunda Guerra Mundial tenha interrompido os procedimentos por mais oito anos. A França participou de todos os torneios desde a Segunda Guerra Mundial, sendo que o primeiro foi disputado em 1947. Em 2000, a Itália se tornou a sexta nação na competição e o Estádio Olímpico de Roma substituiu o Estádio Flamínio como local de seus jogos em casa desde 2013.
O The Rugby Championship é a série internacional anual do hemisfério sul para as principais equipes nacionais da região. Desde seu início, em 1996, até 2011, era conhecido como Tri Nations, pois contava com as potências tradicionais do hemisfério: Austrália, Nova Zelândia e África do Sul. Essas equipes dominaram as classificações mundiais nos últimos anos, e muitos consideraram o Tri Nations a competição mais difícil do rúgbi internacional. Inicialmente, o Tri Nations era disputado em casa e fora, com as três nações jogando entre si duas vezes.
Em 2006, foi introduzido um novo sistema em que cada nação joga contra as outras três vezes, embora em 2007 e 2011 as equipes tenham jogado entre si apenas duas vezes, já que ambas eram anos de Copa do Mundo. Desde o forte desempenho da Argentina na Copa do Mundo de 2007, após o torneio Tri Nations de 2009, a SANZAR (África do Sul, Nova Zelândia e Austrália Rugby) convidou a União Argentina de Rugby (UAR) para participar de um torneio Four Nations expandido em 2012. A competição foi oficialmente rebatizada como The Rugby Championship a partir da edição de 2012. A competição voltou ao formato original de ida e volta do Tri Nations, mas agora envolvendo quatro equipes. Nos anos de Copa do Mundo, é realizado um torneio abreviado no qual cada equipe joga contra as outras apenas uma vez. Em 2020, o formato "Tri Nations" foi temporariamente revivido devido à retirada da África do Sul devido à pandemia de COVID-19.

### Rugby em eventos multiesportivos
O rúgbi union foi disputado nos Jogos Olímpicos de 1900, 1908, 1920 e 1924. De acordo com as regras olímpicas, as nações da Escócia, País de Gales e Inglaterra não puderam jogar separadamente por não serem estados soberanos. Em 1900, a França conquistou o ouro, vencendo a Grã-Bretanha por 27 pontos a 8 e derrotando a Alemanha por 27 pontos a 17. Em 1908, a Austrália derrotou a Grã-Bretanha, conquistando a medalha de ouro, com o placar de 32 pontos a 3. Em 1920, os Estados Unidos, com uma equipe com muitos jogadores novatos no esporte do rúgbi, derrotaram a França em uma vitória surpreendente por 8 pontos a 0. Em 1924, os Estados Unidos novamente derrotaram a França por 17 a 3, tornando-se a única equipe a ganhar o ouro duas vezes no esporte.
Em 2009, o Comitê Olímpico Internacional votou, com uma maioria de 81 a 8, que o rúgbi union fosse reintegrado como esporte olímpico pelo menos nos jogos de 2016 e 2020, mas no formato de torneio de sevens, de 4 dias. Isso é algo que o mundo do rúgbi almeja há muito tempo e Bernard Lapasset, presidente do IRB, disse que a medalha de ouro olímpica seria considerada "o auge do nosso esporte" (rúgbi sevens).
O rúgbi sevens é jogado nos Jogos da Commonwealth desde os Jogos de 1998 em Kuala Lumpur. A maior parte dos detentores de medalhas de ouro é a Nova Zelândia, que venceu a competição em quatro ocasiões consecutivas até ser derrotada pela África do Sul em 2014. O rúgbi union também é um evento dos Jogos Asiáticos desde os jogos de 1998 em Bangkok, Tailândia. Nas edições de 1998 e 2002 dos jogos, tanto a variedade usual de 15 jogadores quanto o rúgbi sevens foram disputados, mas a partir de 2006, apenas o rúgbi sevens foi mantido. Em 2010, foi introduzido o evento de rúgbi sevens feminino. É provável que o evento permaneça fixo nos Jogos Asiáticos devido à elevação do rúgbi sevens como esporte olímpico a partir das Olimpíadas de 2016. Os atuais detentores da medalha de ouro no torneio de rúgbi sevens, realizado em 2014, são o Japão, no evento masculino, e a China, no feminino.

### Rugby internacional feminino
O rúgbi union internacional feminino teve início em 1982, com uma partida entre a França e a Holanda, disputada em Utrecht. A partir de 2009, mais de seiscentas partidas internacionais femininas foram disputadas por mais de quarenta nações diferentes.
A primeira Copa do Mundo de Rúgbi Feminino foi realizada no País de Gales em 1991 e foi vencida pelos Estados Unidos. O segundo torneio ocorreu em 1994 e, desde então, até 2014, foi realizado a cada quatro anos. A equipe feminina da Nova Zelândia venceu quatro Copas do Mundo consecutivas (1998, 2002, 2006 e 2010) antes de a Inglaterra vencer em 2014. Após o evento de 2014, a World Rugby transferiu a próxima edição do evento para 2017, com um novo ciclo de quatro anos a partir de então. A Nova Zelândia é a atual campeã da Copa do Mundo.
Além da Copa do Mundo de Rugby Feminino, há também outros torneios regulares, inclusive o Six Nations, realizados paralelamente à competição masculina. O Six Nations feminino, disputado pela primeira vez em 1996, tem sido dominado pela Inglaterra, que venceu o torneio em 14 ocasiões, incluindo uma série de sete vitórias consecutivas de 2006 a 2012. No entanto, desde então, a Inglaterra venceu apenas em 2017; a atual campeã França venceu em todos os anos pares (2014, 2016, 2018), enquanto a Irlanda venceu em 2013 e 2015.

## Rugby union profissional
O rúgbi union foi profissionalizado desde 1995. A tabela a seguir mostra as competições profissionais e semiprofissionais de rúgbi union.
| Concorrência              | Equipes | Países                                                                              | Participação média |
| ------------------------- | ------- | ----------------------------------------------------------------------------------- | ------------------ |
| Super Rugby               | 12      | Nova Zelândia (5), Austrália (5), Fiji (1), Ilhas do Pacífico (1)                   | 20,384             |
| Premiership Rugby         | 10      | Inglaterra                                                                          | 15,065             |
| Top League                | 12      | Japão                                                                               | 14,952 (2020)      |
| Top 14                    | 14      | França                                                                              | 14,055 (2019–2020) |
| Currie Cup                | 8       | África do Sul                                                                       | 11,125             |
| United Rugby Championship | 16      | Irlanda (4), País de Gales (4), Escócia (2), Itália (2), África do Sul (4)          | 8,586              |
| Mitre 10 Cup              | 14      | Nova Zelândia                                                                       | 7,203              |
| Rugby Pro D2              | 16      | França                                                                              | 4,222              |
| RFU Championship          | 12      | Inglaterra                                                                          | 2,738              |
| Major League Rugby        | 12      | Canadá (1), Estados Unidos (11)                                                     | 2,300              |
| Didi 10                   | 10      | Geórgia                                                                             | Unknown            |
| Rugby Premier League      | 10      | Rússia                                                                              | Unknown            |
| CEC Bank SuperLiga        | 14      | Romênia                                                                             | Unknown            |
| Super Rugby Americas      | 7       | Argentina (2), Uruguai (1), Brasil (1), Chile (1), Paraguai (1), Estados Unidos (1) | Unknown            |

1. ↑  O Super Rugby atingiu o pico de 18 equipes em 2016 e 2017, mas voltou a 15 em 2018 com a perda de duas equipes da África do Sul e uma da Austrália.
2. ↑  As duas equipes sul-africanas que foram retiradas do Super Rugby após a temporada de 2017 se juntaram ao renomeado Pro14 para a temporada 2017-18.
3. ↑  (em 2018)

## Variações

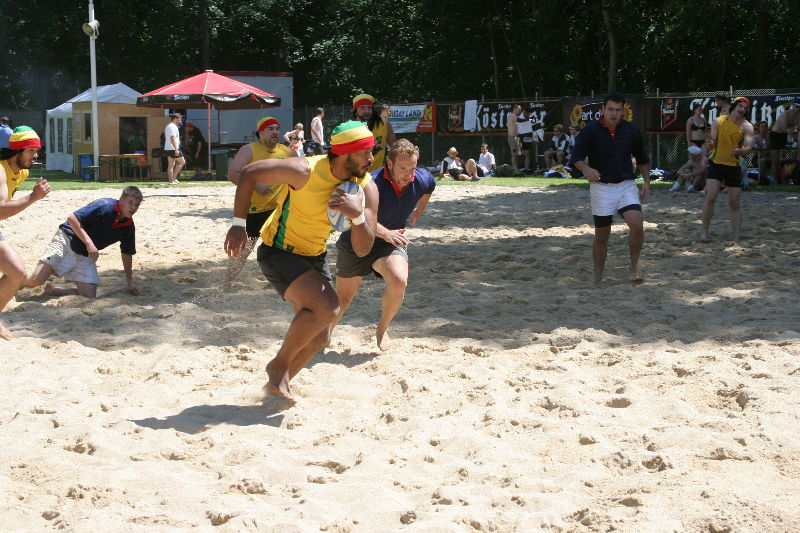
Partida de rúgbi de praia.

O rúgbi union deu origem a diversas variantes do jogo de 15 jogadores de contato total. As duas diferenças mais comuns nas versões adaptadas são menos jogadores e contato reduzido entre os jogadores.
A variante mais antiga é o rúgbi sevens (às vezes 7s ou VIIs), um jogo de ritmo acelerado que se originou em Melrose, Escócia, em 1883. No rúgbi sevens, há apenas sete jogadores por lado, e cada tempo normalmente dura sete minutos. Os principais torneios incluem o Hong Kong Sevens e o Dubai Sevens, ambos realizados em áreas normalmente não associadas aos níveis mais altos do jogo de 15 jogadores.
Uma variante mais recente do esporte é o rúgbi tens (10s ou Xs), uma invenção da Malásia com dez jogadores por lado.
O touch rúgbi, no qual as placagens feitas simplesmente tocando o portador da bola com as duas mãos, é popular como jogo de treinamento e, mais formalmente, como uma versão mista do esporte praticada por crianças e adultos.
Foram criadas diversas variantes para apresentar o esporte às crianças com menos contato físico. O mini rúgbi é uma versão destinada a promover o esporte em crianças. É jogado com apenas oito jogadores e em um campo menor.
O tag rúgbi é uma versão em que os jogadores usam um cinto com duas etiquetas presas por velcro, sendo que a remoção de uma delas conta como uma placagem. O tag rúgbi também varia no sentido de que não é permitido chutar a bola. Semelhante ao tag rúgbi, o American Flag Rugby (AFR) é uma imitação de gênero misto e sem contato do rúgbi union, projetada para crianças americanas que estão entrando nas séries K-9. Tanto o AFR quanto o mini rúgbi diferem do tag rúgbi por introduzirem elementos mais avançados do rúgbi union à medida que os participantes envelhecem.
O ten man rúgbi é um estilo extremo de jogo no rúgbi union em que a equipe usa a força de seus atacantes para dominar a posse de bola, os scrums e os line-outs, e a habilidade de chute de seu abertura para alcançar a posição. Os quatro zagueiros de três quartos e o zagueiro não costumam ser usados no ataque; se forem, isso geralmente se restringe ao centro interno na bola de choque e nos chutes de perseguição, especialmente os garryowens. O ten man rúgbi é um estilo de jogo muito conservador e não é particularmente divertido para o espectador, mas pode ser eficaz se a equipe tiver um grupo forte e um bom 10, e talvez recuados menos eficazes. O termo "ten man rugby" é um tanto depreciativo, embora a maioria das equipes empregue essas táticas até certo ponto, especialmente em condições climáticas adversas, mas geralmente não exclusivamente.
Outras variantes menos formais incluem o rúgbi de praia e o rúgbi de neve.

## Influência em outros esportes

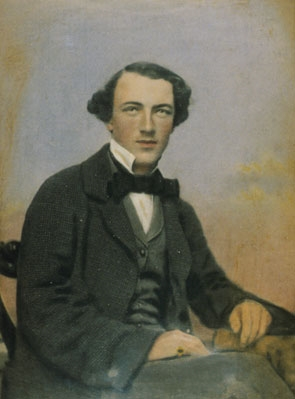
Ao codificar as regras do futebol australiano em 1859, Tom Wills se inspirou em uma versão inicial do rúgbi que aprendeu na Rugby School.

O rúgbi league foi formado depois que a Northern Union se separou da Rugby Football Union em um desacordo sobre o pagamento aos jogadores. Ela mudou suas leis e se tornou um código de futebol em seu próprio direito. Os dois esportes continuam a influenciar um ao outro até hoje.
O futebol americano e o futebol canadense são derivados das primeiras formas de futebol de rúgbi.
O futebol australiano foi influenciado pelo futebol de rúgbi e outros jogos originários das escolas públicas inglesas.
James Naismith utilizou aspectos de muitos esportes, inclusive do rúgbi, para inventar o basquetebol. A contribuição mais óbvia é a semelhança da bola de salto com o line-out, bem como o estilo de arremesso com a mão que dominou os primeiros anos do esporte. Naismith jogou rúgbi na Universidade McGill.
O futebol sueco era um código cujas regras eram uma mistura das regras do futebol de associação e do rúgbi.
O rúgbi empresta seu nome ao rúgbi em cadeira de rodas, um esporte de contato total que contém elementos do rúgbi, como cruzar uma linha de tentativa com a bola para marcar um gol.

## Estatísticas e recordes
De acordo com um relatório de 2011 do Centro de Negócios Internacionais do Esporte, mais de quatro milhões e meio de pessoas jogam rúgbi union ou uma de suas variantes organizadas pelo IRB. Isso representa um aumento de 19% desde o relatório anterior, em 2007. O relatório também afirmou que, desde 2007, a participação cresceu 33% na África, 22% na América do Sul e 18% na Ásia e na América do Norte. Em 2014, o IRB publicou um detalhamento do número total de jogadores em todo o mundo por uniões nacionais. Ele registrou um total de 6,6 milhões de jogadores em todo o mundo, dos quais 2,36 milhões eram membros registrados que jogavam em um clube afiliado ao sindicato de seu país. O World Rugby Year in Review de 2016 relatou 8,5 milhões de jogadores, dos quais 3,2 milhões eram jogadores registrados em uniões e 1,9 milhão eram jogadores registrados em clubes; 22% de todos os jogadores eram do sexo feminino.
O jogador internacional mais convocado dos países da primeira divisão é o capitão galês Alun Wyn Jones, que disputou mais de 150 partidas internacionais. O jogador internacional de nível 1 com maior pontuação é o neozelandês Dan Carter, que acumulou 1.442 pontos em sua carreira. Em abril de 2010, a Lituânia, que é uma nação de rúgbi de segundo nível, quebrou o recorde de vitórias internacionais consecutivas entre as nações de rúgbi de segundo nível. Em 2016, os All Blacks da Nova Zelândia estabeleceram o novo recorde de 18 vitórias consecutivas em testes entre as nações de rúgbi da primeira divisão, superando a sequência anterior de 17 vitórias consecutivas. Esse recorde foi igualado pela Inglaterra em 11 de março de 2017 com uma vitória sobre a Escócia em Twickenham. A partida internacional com a maior pontuação entre duas uniões reconhecidas foi a vitória de 164 a 13 de Hong Kong sobre Singapura em 27 de outubro de 1994. Enquanto a maior margem de vitória, de 152 pontos, foi mantida por dois países: Japão (vitória de 155 a 3 sobre Taipei) e Argentina (152 a 0 sobre o Paraguai), ambos em 2002.
O recorde de público de um jogo de rúgbi union foi estabelecido em 15 de julho de 2000, quando a Nova Zelândia derrotou a Austrália por 39 a 35 em um jogo da Bledisloe Cup no Stadium Australia, em Sydney, diante de 109.874 torcedores. O recorde de público de um jogo na Europa, de 104.000 torcedores (na época um recorde mundial), foi estabelecido em 1º de março de 1975, quando a Escócia derrotou o País de Gales por 12 a 10 em Murrayfield, em Edimburgo, durante o Campeonato Five Nations de 1975. Esse público, no entanto, é uma estimativa e os relatos de jornais contemporâneos listam um público de apenas 80.000 torcedores. O recorde de público em uma partida de clube nacional é de 99.124 pessoas, estabelecido quando o Racing 92 derrotou o Toulon na final do Top 14 de 2016, em 24 de junho, no Camp Nou, em Barcelona. A partida foi transferida de seu local normal, o Stade de France, perto de Paris, devido a conflitos de agenda com a realização da UEFA Euro 2016 na França.

## Na cultura popular

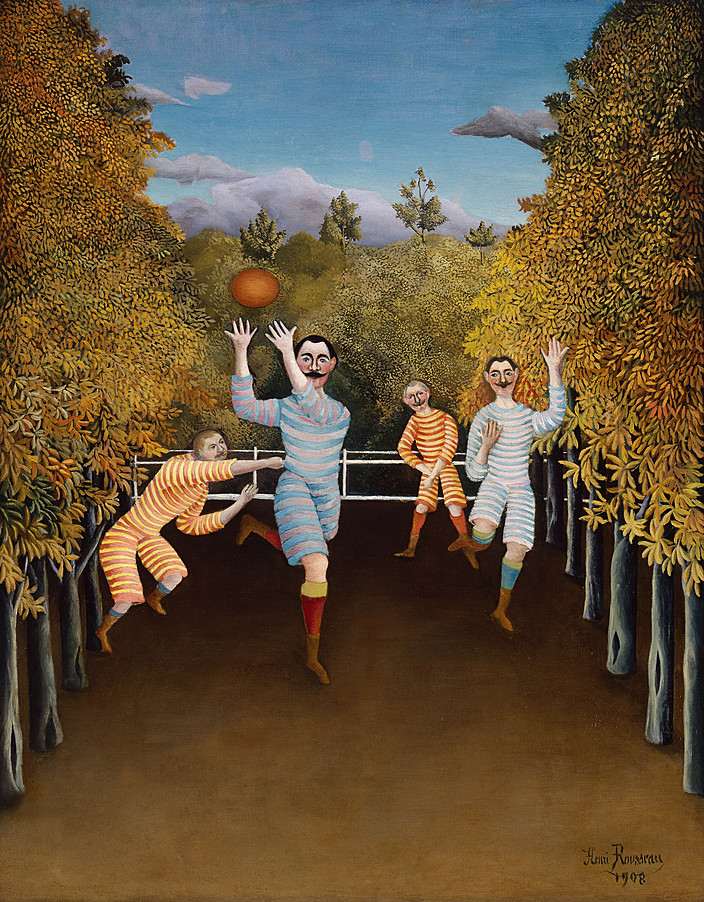
Henri Rousseau – The Football Players (1908)

O romance de Thomas Hughes, de 1857, Tom Brown's School Day, ambientado na Rugby School, inclui uma partida de futebol de rúgbi, também retratada no filme homônimo da década de 1940. James Joyce menciona o time irlandês Bective Rangers em várias de suas obras, incluindo Ulisses (1922) e Finnegans Wake (1939), enquanto sua obra semiautobiográfica de 1916, A Portrait of the Artist as a Young Man, tem um relato do jogador da seleção irlandesa James Magee. Sir Arthur Conan Doyle, em seu conto de Sherlock Holmes de 1924, The Adventure of the Sussex Vampire, menciona que o Dr. Watson jogava rúgbi pelo Blackheath.
A obra de Henri Rousseau, Joueurs de football, de 1908, mostra duas duplas de jogadores de rúgbi competindo. Outros artistas franceses que representaram o esporte em suas obras incluem Les Joueurs de football (1912), de Albert Gleizes, Football. L'Équipe de Cardiff (1916), de Robert Delaunay, e Partie de Rugby (1917), de André Lhote A medalha de ouro de 1928 para a arte nas Olimpíadas de Amsterdã foi conquistada por Jean Jacoby, de Luxemburgo, por sua obra Rugby.
No cinema, a comédia A Run for Your Money (1949), da Ealing Studios, e o filme Grand Slam (1979), da BBC Wales, são centrados em torcedores que assistem a uma partida. Os filmes que exploram o esporte com mais detalhes incluem a produção independente Old Scores (1991) e Forever Strong (2008). Invictus (2009), baseado no livro de John Carlin, Playing the Enemy, explora os eventos da Copa do Mundo de Rúgbi de 1995 e a tentativa de Nelson Mandela de usar o esporte para conectar o povo sul-africano após o apartheid.
Na arte pública e na escultura, há muitas obras dedicadas ao esporte. Há uma estátua de bronze de 8,2 m (27 pés) de um line-out de rúgbi do artista pop Gerald Laing em Twickenham e uma do administrador de rúgbi Sir Tasker Watkins no Millennium Stadium. Os jogadores de rúgbi que foram homenageados com estátuas incluem Gareth Edwards em Cardiff e Danie Craven em Stellenbosch.